# Хилари Клинтон
Хилари Дајана Родам Клинтон (енгл. Hillary Diane Rodham Clinton, : ;‍ Чикаго, 26. октобар 1947) америчка је политичарка и правница. Била је кандидат Демократске партије за председника Сједињених Америчких Држава на изборима 2016. године. Функцију 67. државне секретарке САД обављала је од 2009. до 2013, јуниорска сенаторка САД из Њујорка била од 2001. до 2009, прва дама САД за време мандата њеног мужа Била Клинтона од 1993. до 2001, те прва дама Арканзаса током његовог председниковања од 1979. до 1981. и поново од 1983. до 1992. године.
Рођена је у Чикагу и одрасла је у илиноиском предграђу Парк Риџ, где је похађала колеџ Велсли и дипломирала 1969, а затим докторирала на Правном одсеку Факултета Јејл 1973. године. После мандата конгресне правне заступнице преселила се у Арканзас и удала за Била Клинтона, 1975. године. Године 1977. била је један од оснивача организације Адвокати Арканзаса за децу и породицу. Наредне године постала је прва директорка Корпорације за правне услуге, а 1979. прва партнерка Адвокатске фирме „Роуз”. Као прва дама Арканзаса (1979—1981, 1983—1992), водила је радну групу чије су препоруке помогле у спровођењу реформе јавног школства Арканзаса, а била је и у неколико корпорацијских одбора.
У улози прве даме се залагала за усвајање неуспешне иницијативе План Клинтонине здравствене заштите из 1993. године. Одиграла је значајну улогу 1997. и 1999. године у стварању Програма државног дечјег здравственог осигурања (SCHIP). Такође се борила и с проблемима усвајања и хранитељства. На Конференцији УН за жене 1995. у Пекингу, Клинтонова је у тада контроверзном и утицајном говору изјавила да су „људска права женска права и женска права људска права”. У браку је 1998. године пребродила скандал с Моником Левински, када њена улога прве даме бива поларизована у јавности.
Клинтонова је 2000. изабрана као прва жена на функцију сенатора савезне државе Њујорк, те је тако постала једина прва дама која је тражила место у изборном уреду. Након Напада на Светски трговински центар, подржала је Рат у Авганистану. Такође је гласала за Ирачку резолуцију 2002. године којом се настојало убрзати повлачење америчких трупа из Ирака (за што је касније изразила жаљење). Одиграла је водећу улогу у истраживању здравствених проблема с којима су се суочили они први на удару 11. септембра. Гласала је против Бушевих пореских олакшица, те против бушења у Арктичком националном резервату дивље природе (енгл. Arctic National Wildlife Refuge, ANWR). На место сенаторке поново је изабрана 2006. године. На председничким изборима 2008, освојила је више делегата него иједна претходна кандидаткиња; страначку (демократску) номинацију изгубила је од Барака Обаме, с тим да је добила више гласова.‍
Као државна секретарка у Обаминој администрацији од 2009. до 2013. године, Клинтонова је реаговала на стање везано за Арапско пролеће, при чему се залагала за војну интервенцију НАТО-а у Либији. Помогла је у организовању дипломатске изолације и међународног санкцијског режима против Ирана, у напору да примора смањење нуклеарног програма ове земље; ово је довело до вишенационалног Заједничког свеобухватног плана акције, договора склопљеног 2015. године. Напушта Обамину администрацију на крају његовог првог мандата, пише своју пету књигу и почиње да држи плаћене говоре, пре објављивања своје друге председничке кандидатуре — сада за изборе 2016.
Хилари Клинтон је добила највише гласова и примарних делегата на Демократским примарним изборима 2016. године, званично прихватајући своју партијску номинацију за председника Сједињених Америчких Држава 28. јула 2016. године, заједно с потпредседничким кандидатом из исте странке ког је одабрала — сенатором Тимом Кејном. Постала је први женски кандидат номинован за председника од стране велике америчке политичке партије. Као део своје платформе 2016, истакла је кампању за повећање прихода, унапређење Акта о доступној нези, те финансијску реформу и реформу Вол стрита. Није била против политике давања држављанства имигрантима који немају документа, а заговарала је повећавање и заштиту женских права те озваничавање породичне подршке кроз плаћено одсуство родитеља и универзално предшколско образовање; залагала се за борбу против климатских промена те за повећавање пореза богатима, укључујући „фершер доплату” (енгл. fair share surcharge), што је представљало средства за финансирање одређених трошкова које је помињала у свом предложеном програму.‍ До јуна 2015. године, променила је мишљење по питању првобитне подршке Транспацифичком партнерству; сада је тврдила да „било који трговински договор мора да произведе радна места, повећа наднице, повећа просперитет и заштити нашу безбедност”. Међутим, контроверза око њених приватних имејл сервера током секретарског мандата постала јој је велик проблем, поготово пред крај кампање. На изборима одржаним 8. новембра 2016. године, Хилари Клинтон је изгубила председничку трку за Белу кућу од републиканског противкандидата Доналда Трампа. У електорском колегијуму, Клинтонова је добила 232 а Трамп 306 гласова. С друге стране, Клинтонова је добила више гласова народа — 48,2% наспрам 46,1% Трамповог гласачког тела; ово су тек пети председнички избори у САД где је кандидат који је изгубио изборе добио више гласова народа. Након губитка, 2017. године се одлучила фокусирати да буде — како је сама рекла — „грађанин-активиста”; написала је своје треће мемоаре (What Happened) и основала политичку организацију (Onward Together) посвећену добровољном прикупљању средстава за прогресивне политичке групе у САД. У марту 2019, Хилари Клинтон је рекла да се неће кандидовати на изборима 2020.

## Детињство, младост и образовање

### Детињство и младост
Хилари‍ Дајана Родам је рођена у чикашкој болници Еџвотер, у илиноиском округу Кук.‍‍‍‍ Одрастала је у породици која је припадник Уједињене методистичке цркве, настањена прво у Чикагу; када је имала три године, са породицом се преселила у Парк Риџ.‍‍ Њен отац, Хју Елсворт Родам (1911—1993), који је енглеског, шкотског, француско-канадског, велског и холандског порекла,‍‍ успео је у приватном бизнису у текстилној индустрији.‍‍ Мајка, Дороти Хауел Родам (1919—2011), која је шкотског, енглеског и француског порекла, била је домаћица.‍‍‍‍‍‍ Хилари Родам је одрастала са два млађа брата, Хјуом и Тонијем.‍‍ Тони је 28. маја 1994. оженио Никол Боксер, ћерку сенаторке Барбаре Боксер, на церемонији у Белој кући којој је присуствовало 250 званица.‍‍ Пре окончавања брака разводом, пар је добио сина Закарија који се родио 1995. године.‍‍ Закари је био посебан, на јединствен начин, јер је био и унук и нећак тадашњих америчких сенатора.
Као дете, Родамова је била миљеница својих професора у јавним школама које је похађала у Парк Риџу.‍‍‍‍ Бавила се многим спортовима, попут пливања или бејзбола, те освојила многобројне награде, као што су  и Girl Scout.‍‍‍‍ Често је причала‍‍‍‍‍ о томе како су је инспирисали амерички напори током Свемирске трке и како је око 1961. године послала NASA-и писмо у ком је питала шта да уради да постане астронаут; одговорено јој је да у поменути програм не примају жене.‍‍
Похађала је Main East High School (MEHS), где је била део школског савета и учествовала у изради школских новина, те била изабрана за Национално почасно друштво.‍‍‍‍ Победила је у избору за потпредседника разреда (током своје јуниорске године), али је потом од двојице дечака изгубила избор за председника разреда (током своје сениорске године); један од њих јој је рекао да је „... стварно глупа ако мисли да девојка може да се изабере за председника”.‍‍‍‍ За своју сениорску годину, она и други ученици премештени су у тада нову Maine South High School (MSHS); ту је била Финалиста националних заслуга (енгл. National Merit Finalist) и за њу је важило да „има највеће изгледе да успе у животу”.‍‍ Дипломирала је 1965. године у топ 5 процената свог разреда.‍‍‍‍ Мајка Родамове је желела да јој ћерка оствари независну професионалну каријеру,‍‍ док је отац — који је био по природи традиционалан — осећао да његова ћерка има могућности и шансе које пол не би требало да ограничава.‍‍
Хилари Родам је одрастала у политички конзервативној породици.‍‍‍‍‍‍ Помогла је у агитовању за Chicago's South Side још у тринаестој години, баш пре надолазећих председничких избора 1960. године, када је била непосредни сведок изборне преваре (као што су адресе кандидата на изборним листама које су заправо биле празне парцеле) против републиканског кандидата Ричарда Никсона.‍‍ Волонтирала је потом за Републиканску странку САД за време председничких избора 1964. године, на страни Барија Голдвотера.‍‍ Родамин рани политички развој је углавном био обликован утицајима њеног професора историје из средње школе — који је као и њен отац био страствени антикомуниста и који ју је увео у Голдвотерову Савест конзервативца (енгл. The Conscience of a Conservative)‍‍ — те утицајима методистичког министра младих, који је као и њена мајка био забринут проблемима друштвене (не)правде и с којим је Хилари Родам по први пут видела и упознала највећег борца за грађанска и људска права — Мартина Лутера Кинга —, 1962. године на говору у Оркестарској сали у Чикагу.‍‍‍‍‍‍‍‍‍‍

### Велсли колеџ
Родамова се 1965. године уписује на Велсли колеџ, где дипломира политичке науке.‍‍‍‍ За време студентских дана, била је председница „Велслијевих младих републиканаца” (енгл. Wellesley Young Republicans);‍‍‍‍‍‍ са овом групом која је била оријентисана „рокфелерско (либерално) републикански” (енгл. Rockefeller (Liberal) Republican),‍‍ подржала је избор Џона Линдсија за градоначелника Њујорка и државног тужиоца из Масачусетса Едварда Брука у Сенат САД.‍‍ Касније се повукла са овог положаја. Клинтонова ће касније (2003. године) написати да су се променили њени тадашњи погледи по питању Америчког покрета за људска права и Вијетнамског рата.‍‍ У писму свом министру младих у то време, она себе описује као „умом конзервативну и срцем либералну”.‍‍‍‍ За разлику од 1960. године, када се залагала за радикалне акције против политичког система, сада је тражила да буде у истом.‍‍‍‍‍‍
На трећој години Родамова постаје присталица антиратног председничког кандидата, демократе Јуџина Макартија.‍‍ Након убиства Мартина Лутера Кинга, она организује дводневни штрајк ученика, а радила је с Велслијевим ученицима негроидне расе да би се укључило још црначких ученика и студената.‍‍ Почетком 1968. године изабрана је за председницу удружења „Владина асоцијација Велсли колеџа” (енгл. Wellesley College Government Association), где остаје до почетка 1969. године.‍‍‍‍ Како би јој помогао да промени политичке ставове, професор Алан Шектер именује Родамову за приправницу у „Дому републиканске конференције”, а похађала је и Летњи камп „Велсли у Вашингтону” (енгл. "Wellesley in Washington" summer program).‍‍ Родамова је позвана од стране њујоршког републиканског представника Чарлса Гудела да помогне гувернеру Нелсону Рокфелеру у припреми за улазак у кампању за републиканске номинације.‍‍ Присуствовала је и Републиканској националној конвенцији 1968. године у Мајамију. Међутим, узнемирила се због подршке Ричарда Никсона Рокфелеру, коју је схватила као „прикривену расистичку поруку”, те тада напушта Републиканску странку САД заувек.‍‍ Родамова 1969. године пише своју сениорску тезу на 92 странице; то су убити биле критике тактика радикалног организатора из Велслијеве заједнице Сола Дејвида Алинског, а рад је прегледао професор Шектер.‍‍ (Неколико година после, када је била прва дама, приступ њеној тези је ограничен на захтев Беле куће и постао је предмет спекулација. Теза је касније ипак објављена.)‍‍
Хилари Родам је дипломирала 1969. године. На инсистирање колега да администрација колеџа дозволи студенту да одржи говор на церемонији отварања,‍‍ одржала је први говор у историји Велсли колеџа‍‍ и добила аплауз у трајању од чак седам минута.‍‍‍‍‍‍ Нашла се у чланку магазина Лајф;‍‍ чланак говори о Родамовој и још два говорника на отварању из других школа, те садржи слике и одломке њихових говора; написан је због реакција јавности на део говора Хилари Родам у ком је она критиковала сенатора Едварда Брука,‍‍ који је био присутан и који је говорио пре ње.‍‍‍‍ Такође се појављивала и у национално дистрибуисаном телевизијском ток-шоуу који је водио Ирв Капсинет, као и у илиноиским и новоенглеским листовима.‍‍ Тог лета ’69. пропутовала је целом Аљаском и радила као перачица посуђа у аљаском Националном парку „Маунт Макинли” (енгл. Mount McKinley National Park); такође је чистила лососе за фабрику у којој се вршило конзервисање рибе (у близини аљаског градића Валдиза), али фабрика у којој се запослила одмах се преко ноћи затворила и отпустила Родамову јер се она пожалила на нездраве услове.‍‍‍‍‍‍‍‍

### Школа права на Јејлу и постдипломске студије
Родамова се уписала на Правни факултет Јејл, где је учествовала у уређивању тромесечника Преглед закона и социјална акција на Јејлу (енгл. Yale Review of Law and Social Action).‍‍ На другој години радила је на одељењу „Јејлов истраживачки центар детета” (енгл. Yale Child Study Center),‍‍ учећи о развоју мозга у раном детињству, те 1973. године као асистенткиња на пројекту „У најбољем интересу детета” (енгл. Beyond the Best Interests of the Child).‍‍‍‍ Такође је волонтирала за борбу против злостављања деце у болници Yale–New Haven,‍‍ као и за New Haven Legal Services пружајући бесплатне правне савете за сиромашне.‍‍ У лето 1970. је добила награду у виду додељивања радне позиције на истраживачком пројекту Маријан Рајт Еделман —  —, где бива распоређена у Пододбор за миграторни рад (енгл. Subcommittee on Migratory Labor) сенатора Волтера Мондејла. Тамо је истраживала проблеме радника-миграната у друштву, њихове хигијенске услове, здравствено и образовно стање и сл.‍‍ Еделманова јој касније постаје значајан ментор.‍‍ Родамова бива регрутована од стране политичке саветнице Ане Векслер да ради на кампањи њеног мужа — Џозефа Дафија, кандидата из 1970. године за Сенат САД из Конектиката; Родамова је касније заслуге за свој први посао у политици приписала Векслеровој.‍‍
У касно пролеће Хилари Родам се почиње забављати с Билом Клинтоном, такође студентом права на Јејлу. Током тог лета, радила је као приправница за оукландску адвокатску канцеларију Роберта Тројхафта („Тројхафт, Вокер и Бернстајн”, енгл. Treuhaft, Walker and Burnstein).‍‍ Фирма је позната по својој подршци уставном праву, грађанским слободама и радикалном феминизму (два од четири партнера су садашњи или бивши чланови Комунистичке партије САД).‍‍ Родамова је радила на старатељству и другим случајевима.‍‍ Клинтон је отказао своје летње планове како би био с Родамовом у Калифорнији.‍‍ Пар је наставио да живи заједно у Њу Хејвену, пошто се вратио на Јејлов правни факултет.‍‍ Следећег лета, Родамова и Клинтон упуштају се заједно у тексаску кампању, и то за неуспелог демократског кандидата Џорџа Макговерна.‍‍ Родамова је добила звање доктора права на престижном Јејлу 1973. године,‍‍ те је остала и додатну годину да би била с Клинтоном. Клинтон јој је први пут понудио брак након дипломирања,‍‍ али га је она одбила из разлога што није била сигурна да ли жели да за њега веже своју будућност.‍‍
Родамова постдипломске студије почиње медицином на „Јејловом истраживачком центру детета”.‍‍ Њен први научни чланак, „Деца под законом” (енгл. Children Under the Law), излази у Harvard Educational -у крајем 1973. године.‍‍ Говори о новом покрету за дечја права, наводећи да су „деца грађани беспомоћни појединци”‍‍ и тврдећи да децу не би требало сматрати једнако правно некомпетентном од рођења до деликтне способности, те да би уместо овога судови требало да претпоставе компетенцију осим ако постоје докази за супротно.‍‍ Њен чланак постао је често цитиран у областима ове тематике.‍‍

## Брак, породица, правна каријера и прва дама Арканзаса

### Од Источне обале до Арканзаса
Током постдипломских студија, Родамова ради као чланица особља адвоката у новооснованом „Дечјем фонду одбране” (енгл. Children's Defense Fund) на Кембриџу у Масачусетсу,‍‍ те као консултант у „Карнегијском дечјем савету” (енгл. Carnegie Council on Children).‍‍ Године 1974. била је део истраживачког тима у Вашингтону који је саветовао Комитет за правосуђе у вези с Вотергејт скандалом.‍‍ Под вођством главног саветника Џона Доара и високог члана Бернарда В. Нусбаума,‍‍ Родамова помаже истраживачке процедуре за опозив, историјске основе, као и стандарде за опозив.‍‍ Рад групе кулминира оставком председника Ричарда Никсона у августу 1974. године.‍‍
До тада, Родамова је сматрана за неког са светлом политичком будућношћу. Демократска политичка организаторкиња и консултанткиња Бетси Рајт је допутовала из Тексаса у Вашингтон како би Родамовој „погурала каријеру”,‍‍ а сматрала је да она има потенцијала и да постане будућа сенаторка, па чак и председница САД.‍‍ У међувремену, Бил Клинтон је неколико пута од Родамове тражио да се уда за њега, али га је она упорно одбијала.‍‍ После пропалог правосудног испита у Вашингтону‍‍‍‍‍‍ и положеног у Арканзасу, Родамова доноси кључну одлуку. Касније пише следеће: „Изабрала сам да пратим своје срце уместо главе.”‍‍ Из Вашингтона одлази у Арканзас код Клинтона, који се кандидовао за делегата у Представничком дому САД у својој родној држави. Родамова се августа 1974. године сели у Фејетвил (Арканзас), те постаје једна од само двеју професорки на фејетвилском Универзитету Арканзас.‍‍‍‍

### Рани арканзаски дани
На универзитету, Родамова је предавала кривично право; сматрана је ригорозном професорком код које се тешко пролазило.‍‍ Постала је прва директорка нове клинике за правну помоћ у школи, осигуравајући подршку из локалне адвокатске коморе и финансирање из федералних фондова.‍‍ Међу случајевима на којима је радила нашао се и један где је због судског захтева морала да ради као бранилац човека оптуженог за силовање 12-годишње девојчице, Кети Шелтон; успела је да оформи ефективну одбрану, а човек је на крају признао кривицу и добио мању казну.‍‍ Неколико деценија после, жртва је рекла да ју је одбрана провукла „кроз пакао” током правног процеса; Хилари Родам је парницу назвала „ужасним случајем”.‍‍ Током боравка у Фејетвилу, Родамова је с неколико других жена основала први кризни центар за силовање у овом граду.‍‍ И даље је гајила сумње према браку, забринута да би се њен раздвојени идентитет могао изгубити и да би њени успеси били сагледавани у светлу некога другог.‍‍
Хилари Родам и Бил Клинтон лета 1975. године купују кућу у Фејетвилу, а она напокон одлучује да се уда за њега.‍‍ Пар се венчао методистичком церемонијом, 11. октобра 1975. године у својој дневној соби.‍‍ У „Арканзаском гласнику” (енгл. Arkansas Gazette) наведено је да је она задржала презиме Родам. Хилари и Бил су тако одлучили јер су желели да заштите професионални живот и избегну сукобе интереса, као и из разлога што је — како је и сама Хилари Клинтон рекла свом пријатељу у то време — „презиме показивало да је она и даље она [стара]”.‍‍‍‍ Ова одлука је потресла и Билову и Хиларину мајку.‍‍ Клинтон губи изборе за Конгрес САД 1974. године, али у новембру 1976. бива изабран за правобраниоца Арканзаса, тако да се пар сели у главни град Литл Рок.‍‍ Ту се у фебруару 1977. године Родамова придружује цењеној Адвокатској фирми „Роуз”, бастиону арканзаског политичког и економског утицаја.‍‍‍‍ Специјализује се за право заштите ауторских права, и то за изуме (енгл. patent infringement) односно својину (енгл. intellectual property).‍‍ Истовремено, про боно заступа децу‍‍ и веома ретко изводи парнични рад у суду.‍‍
Родамова 1977. године и 1979. године објављује научне радове под називима (редом) „Дечја политика: Напуштање и занемаривање” (енгл. Children's Policies: Abandonment and Neglect)‍‍ и „Права детета: Правна перспектива” (енгл. Children's Rights: A Legal Perspective).‍‍ Истрајала је у својим аргументима које наводи у другом поменутом научном раду да деци правна компетенција зависи од њихове животне доби и других околности, а да је у озбиљним случајевима судске медицине судска интервенција некад загарантована.‍‍ Председавајући Америчке адвокатске коморе (енгл. American Bar Association) касније је изјавио следеће: „Њени чланци су били важни, не зато што су били радикално нови, већ зато што су помогли у формирању нечег што је било нови почетак.”‍‍ Историчар Гари Вилс ће је касније описати као „једног од важнијих научника-активиста у последње две деценије”,‍‍ док ће конзервативци рећи да би „њене идеје могло да узурпирају традиционални родитељски ауторитет”‍‍ и тако „омогуће деци да подносе неосноване тужбе против својих родитеља”,‍‍ уз што је као пример наведено „распиривање легалне крит теорије чије последице не могу да се обуздају”.‍‍
Хилари Клинтон 1977. године суоснива организацију „Адвокати Арканзаса за децу и породицу” (енгл. Arkansas Advocates for Children and Families), савез који је деловао заједно с „Дечјим фондом одбране”, и то на државном нивоу.‍‍‍‍ Након неког времена, исте 1977. године, председник Џими Картер (коме је Родамова служила као директорка кампање на терену у Индијани прошле, 1976. године)‍‍ поставља је на место генералне извршне директорке Корпорације за правне услуге (енгл. Legal Services Corporation),‍‍ функцију коју ће обнашати од 1978. до краја 1981. године.‍‍ Од средине 1978. до средине 1980. године,‍‍ Хилари Клинтон је била председавајућа одбора, као прва жена на том положају.‍‍ Током свог председавања, као директорка повећала је средства корпорације за 210 милиона долара (с 90 на 300 милиона); Клинтонова се потом успешно изборила против председника Роналда Регана, који је покушавао да смањи финансирање и измени организацију и начине функционисања ове корпорације.‍‍
Након новембарских избора 1978. године, Бил Клинтон бива изабран за гувернера Арканзаса, а Клинтонова добија титулу прве даме и задржава је наредних 12 година (1979—1981, 1983—1992). Исте године, Клинтон именује супругу за директорку Саветодавног комитета за рурално здравство (енгл. The Rural Health Advisory Committee),‍‍ где обезбеђује новац из федералног фонда за медицинске установе у најсиромашнијим областима Арканзаса, без утицаја на накнаде за лекаре.‍‍
Родамова 1979. године постаје прва жена пуноправан партнер Адвокатске фирме „Роуз”.‍‍ Од 1978. године па све до уласка у Белу кућу, Родамова је имала већу плату од свога супруга.‍‍ Током 1978. и 1979. године, остварила је спектакуларан профит у ризичним пословима на сточној берзи.‍‍ Почетну инвестицију од 1.000 долара претворила је у невероватних 100.000 долара, али је престала радити с трговином након десет месеци.‍‍ У то време пар улази у злосрећни посао с некретнинама и улагањима у Вајтвотер корпорацију за развој (енгл. Whitewater Development Corporation), и то с тадашњим власницима Џимом и Сузан Макдугал;‍‍ ова афера је позната као „афера Вајтвотер”.
Хилари Родам 27. фебруара 1980. године рађа ћерку Челси Викторију Клинтон. У новембру 1980. године, Бил Клинтон бива поражен у свом настојању да обнови пређашњи мандат арканзаског гувернера.‍‍

### Касни арканзаски дани
Бил Клинтон се вратио у канцеларију гувернера две године касније, после победе на изборима 1982. године. Током кампање свог мужа, Родамова почиње да користи име Хилари Клинтон — или понекад госпођа Бил Клинтон — да ублажи забринутости арканзаских бирача; такође, била је на допусту (енгл. leave of absence, LOA) из „Роуза” да би могла да води кампању за Клинтона пуно радно време.‍‍ Као поновно изабрана прва дама Арканзаса, опет је донела важну одлуку да користи име Хилари Родам Клинтон.‍‍ Председница Одбора за арканзаске образовне стандарде (енгл. The Arkansas Education Standards Committee) постала је 1983. године, где је тражила да се реформише судски санкционисан јавни образовни систем државе.‍‍‍‍ У једној од најважнијих иницијатива Клинтоновог гувернерства, борила је дужу али на крају ипак тријумфалну битку против Арканзаске асоцијације за образовање — која је део Националне асоцијације за образовање (енгл. National Education Association, NEA); изборила се за успостављање система обавезног тестирања наставника и увођење државних стандарда за наставни план и програм и величину учионица.‍‍‍‍ То је постао њен пролог у политичком деловању у ком су се тада веома јасно видели уложени напори у области јавне политике.‍‍‍‍ Хилари Клинтон је 1985. године представила „Арканзаски почетни програм за предшколце” (енгл. Arkansas's Home Instruction Program for Preschool Youth), упутство које помаже родитељима да раде са својом децом на предшколској спремности и писмености.‍‍ Проглашена је Женом године Арканзаса за 1983. и Мајком године Арканзаса за 1984. годину.‍‍‍‍
Хилари Клинтон је наставила да се бави адвокатуром у Адвокатској канцеларији „Роуз” све док је била прва дама Арканзаса. Зарађивала је мање од својих колега јер је наплаћивала мање сати,‍‍ али и даље су то биле бројке веће од 200.000 долара (зарада у финалној години у „Роузу”).‍‍ Фирма ју је сматрала „чудотворцем” (енгл. rainmaker) јер је доводила много клијената, чему се делимично може захвалити и престижу који је имала и преносила на саму фирму, као и њеним корпоративним везама по разним одборима.‍‍ Била је веома утицајна и у именовању државних судија.‍‍ Републикански противкандидат Била Клинтона на поновним изборима за гувернера Арканзаса оптужио је Клинтонове да су били у сукобу интереса, зато што се фирма „Роуз” мешала у државне послове; Клинтонови су оповргавали оптужбе позивајући се на то да је фирма за државне накнаде одвајала од свог буџета пре него што се рачунао профит.‍‍
Од 1982. до 1988. године, Хилари Клинтон је била директорка у одбору — с времена на време и председавајућа — Фондације „Нови свет” (енгл. New World Foundation),‍‍ која је финансирала различите интересне групе тзв. „Нове левице” (енгл. New Left).‍‍ У периоду 1987—1991. била је прва председавајућа Комисије Америчке адвокатске асоцијације за жене у струци (енгл. The American Bar Association's Commission on Women in the Profession),‍‍ оформљене да би се решавале пристрасности половима (тј. занемаривање жена) у правној струци и потпомогла стварања удружења за усвајање мера за борбу против овог проблема.‍‍ Национални правни часопис (енгл. National Law Jurnal) Хилари Клинтон је два пута именовао за једну тј. једног од „100 најутицајнијих адвоката у Америци”, и то 1988. и 1991. године.‍‍ Када је Бил Клинтон размишљао да се не кандидује за нови гувернерски мандат, Хилари Клинтон је сматрала да се мора кандидовати; међутим, приватне анкете су указивале на неповољан исход, али он се на крају ипак кандидовао и — насупрот ономе што су анкете говориле — био изабран, по последњи пут.‍‍‍‍
Клинтонова је била у одборима за правне службе Дечје болнице у Арканзасу (енгл. Arkansas Children's Hospital) у периоду 1988—1992,‍‍ као и Дечјег фонда за одбрану (енгл. Children's Defense Fund) у периоду 1986—1992, као председавајућа.‍‍‍‍ Осим својих функција у непрофитним организацијама, она се такође налазила у управним одборима озбиљнијих корпорација, као што су: TCBY (1985—1992),‍‍  (1986—1992),‍‍ Lafarge (1990—1992)‍‍ итд.  и  биле су компаније чији се рад базирао на деловању из ’стожера’ у Арканзасу, а ове корпорације биле су и клијенти Адвокатске фирме „Роуз”.‍‍‍‍ Хилари Клинтон је била прва жена у управи -а, а ову функцију почела је да обавља после вршења притиска на председника Сема Волтона да именује жену (тј. њу) на неки висок положај.‍‍ Док је радила у -у, покушаји да се у фирму уведу праксе које ће бити еколошки прихватљивије пошли су јој за руком, али у кампањском пропагирању да се више жена запосли у менаџменту компаније Клинтонова је доживела велик неуспех; по питању добро познатих антисиндикатских уверења компаније, која је била против уједињавања радника, Клинтонова није нарочито деловала.‍‍‍‍‍‍

### Председничка кампања Била Клинтона 1992.
Хилари Клинтон националну пажњу добија тек када се њен супруг Бил кандидовао за демократске председничке номинације 1992. године. Пре пријема у Њу Хемпширу, штампа је тврдила да Бил Клинтон има ванбрачну аферу са арканзаском певачицом Џенифер Флауерс.‍‍ Ради одговора на оптужбу, Клинтонови се појављују заједно у емисији Late Show with David Letterman„60 минута”, где Бил негира аферу али признаје да „изазива бол у његовом браку”.‍‍ Овај заједнички наступ заслужан је за спас Клинтонове кампање.‍‍‍‍ У току кампање, Хилари Клинтон је културолошки ниподаштавала Тами Винет због њених погледа на брак,‍‍ осврћући се на Тамину песму Stand By Your Man и говорећи о томе како је и сама могла да буде као „жене код куће које пеку колаче и пију чај”,‍‍ али да је она уместо тога одлучила да направи своју каријеру. Неумесна запажања Клинтонове широко су искритикована, поготово од стране оних који су би́ли или бранили мајке-домаћице; присећајући се овога, она је признала да је урадила нешто што је непромишљено. Бил Клинтон је рекао да ако би њега изабрали, нација би „добила двоје по цени једног”, позивајући се на истакнуту улогу своје супруге.‍‍ Почев од чланка Данијела Вотенберга из августа 1992. године у листу The American Spectator под називом „Леди Магбет од Литл Рока” (енгл. The Lady Macbeth of Little Rock), конзервативци су вршили константне атаке на Хилари Клинтон тј. њену идеологију и етичка уверења.‍‍ Најмање још двадесет чланака у значајним публикацијама прави поређење између Хилари Клинтон и драмског лика Леди Магбет.‍‍

## Прва дама САД

### У улози прве даме
Када је Бил Клинтон ступио на дужност председника Сједињених Америчких Држава у јануару 1993. године, Хилари Родам Клинтон постаје прва дама САД, a њен секретар за штампу поновио је да ће она користити баш овај облик свог имена.‍‍ Била је прва инаугурисана прва дама која је успешно завршила постдипломске студије и која је имала професионалну каријеру пре уласка у Белу кућу.‍‍‍‍ Такође је прва која је имала своју канцеларију у западном крилу Беле куће, поред уобичајених канцеларија за прву даму у источном крилу.‍‍‍‍ Била је део најужег круга провере именовања нове администрације, а њени избори утицали су најмање на једанаест положаја највишег нивоа и на десетине других положаја нижих нивоа.‍‍ Поред Еленор Рузвелт, Хилари Клинтон се сматрала првом дамом с највише отворених овлашћења у америчкој историји.‍‍‍‍
Неки критичари сматрали су да је неприкладно да прва дама игра централну улогу по питању јавне политике. Присталице Клинтонових истакле су да се улога Хилари Клинтон не разликује од других саветника у Белој кући, те да су бирачи били свесни да ће она играти активну улогу у председниковању свога мужа.‍‍ Клинтоново обећање у току кампање „двоје по цени једног” довело је до подругивања од стране политичких противника, који су Клинтонове називали „копредседницима” или каткад називали арканзаским обележјем „Билари”.‍‍‍‍‍‍ Притисци сукобљених идеја о улози прве даме довели су Хилари Клинтон чак до тога да се у „имагинарним разговорима” осврће на такође политички активну Еленор Рузвелт.‍‍ Од момента када је дошла у Вашингтон, Клинтонова је такође налазила уточиште у организацији The Fellowship, чије су чланице супруге конзервативних личности из Вашингтона.‍‍‍‍ После смрти њеног оца у априлу 1993. године, Хилари Клинтон активно тражи да се пронађе синтеза између методистичког учења, либералне религијске и политичке филозофије, и магазина Тикун (енгл. Tikkun; хебр.  — „исправљање”, „ректификација”) чији је уредник био Мајкл Лернер; ово је била Лернерова „политика значења” која би помогла да се превазиђе оно за шта је Клинтонова веровала да представља америчку „болест спавања душе” која ће довести до спремности „да се друштво преобликује редефинишући оно што значи бити људско биће у двадесетом веку, преласком у нови миленијум”.‍‍‍‍ Остали сегменти јавности усмерени су на Клинтонин изглед који је временом еволуирао од жене која не пази на моду у арканзаским данима,‍‍ преко популарног веб-сајта у почетку стварања светске мреже који приказује њене многобројне различите и често анализиране, увек за прву даму прикладне фризуре,‍‍‍‍ све до појављивања на насловници популарног магазина Вог (енгл. Vogue) 1998. године.‍‍

### Здравствена заштита и остале политичке иницијативе
У јануару 1993. године, Бил Клинтон именује Хилари Клинтон на чело Радне групе за Националну реформу здравства (енгл. Task Force on National Health Care Reform), у нади да ће поновити успех који је остварила у Арканзасу реформом образовања.‍‍ Поред нерегулисаности у Северноамеричком споразуму о слободној трговини — , Клинтонова је позвала да се реформа здравства стави у први план.‍‍‍‍ Препорука радне групе је постала позната као „План Клинтонине здравствене заштите” (енгл. Clinton health care plan), а представљала је свеобухватни предлог који би захтевао од послодаваца да обезбеде здравствено осигурање за своје запосленике кроз организације за одржавање здравства. Противници овога за кратко време план називају „Хиларикер” (енгл. Hillarycare), а наилази се и на противљења и из редова самих демократа у Конгресу САД.‍‍‍‍ Док неки протестују против плана на веома заједљив начин, с друге стране — током бус-турнеје јула 1994. године — Клинтонова је с времена на време носила панцире (непробојне прслуке) како би привукла што више људи и тако дала подршку покрету.‍‍‍‍
Услед неуспеха да се прикупи довољно истомишљеника за изгласавање, било у Представничком дому или Сенату САД (иако демократе контролишу оба дома), предлог је пропао септембра 1994. године.‍‍ Клинтонова касније признаје у својим мемоарима да је њено политичко неискуство делимично допринело поразу, али је навела и многе друге факторе. Њен рејтинг као прве даме почиње опадати; прве године је био 50%, у априлу 1994. пао је на 44%, а у септембру 1994. године износио је 35%.‍‍
Републиканци су искористили „План Клинтонине здравствене заштите” на представничким и сенатским средњорочним изборима 1994. године.‍‍ Републиканци су тако узели педесет три места у Представничком дому и седам у Сенату САД, те даље добили већину и успоставили на тај начин контролу над оба дома. Многи аналитичари сматрају да је план био главни фактор у поразу демократа, нарочито међу независним бирачима.‍‍ Бела кућа је касније чак покушавала да умањи улогу Хилари Клинтон у обликовању политике.‍‍ Противници универзалне здравствене заштите наставили су да користе пејоративни термин „Хиларикер” као погрдан назив за сличне планове инициране у будућности.‍‍
Заједно са сенаторима Тедом Кенедијем и Орином Хечом, Хилари Клинтон 1997. године чврсто стоји иза „Програма државног дечјег здравственог осиурања” (енгл. State Children's Health Insurance Program), који је представљао савезни план да држава пружи подршку деци чији родитељи нису у могућности да плаћају здравствено осигурање и који је улагао ванљудске напоре да се сва деца укључе у програм онда када исти буде озваничен.‍‍ Хилари Клинтон широм земље промовише имунизацију против дечјих болести и охрабрује старије жене да иду на мамографски преглед за рано откривање рака дојке, с покрићем „Медикера” (енгл. Medicare).‍‍ Успешно је тражила од Националних института за здравље (енгл. National Institutes of Health) да се повећа издвајање средстава за откривање рака простате и астме код деце.‍‍ Прва дама је радила и на истраживању болести која захвата ветеране Заливског рата, која је постала позната као „Синдром заливског рата”.‍‍
Ступање на снагу реформе за благостање (енгл. welfare reform) било је велики циљ администрације њеног мужа Била Клинтона, али када су се појавила прва два закона која су потекла из конгреса — који су контролисали републиканци, чиме је нестајала заштита за оне који су заговарали благостање — Хилари Клинтон је апеловала на мужа да употреби право вета, што је он и учинио.‍‍‍‍ Трећа верзија закона појавила се 1996. године, током Клинтонове кампање за опште изборе; овиме је заштита нешто обновљена, али је обим за низ добити у другим подручјима драстично смањен; критике, укључујући Клинтонину бившу менторку Маријан Рајт Еделман, сада су одјекивале гласом апела на саму Хилари Клинтон да „изнуди” поновни председнички вето.‍‍ Она је, међутим, одлучила да подржи закон, који је постао Рефорсмки акт за благостање 1996. (енгл. Welfare Reform Act of 1996); ово је било најбољи политички компромис тада доступан.‍‍‍‍ Како год, овакав потез узроковао је и пуцање везе са Еделмановом, које је Клинтонова касније назвала „тужним и болним”.‍‍
Заједно с врховном адвокатицом Џенет Рено, Клинтонова помаже у отварању „Канцеларије за насиље над женама” (енгл. Office on Violence Against Women) у Министарству правде Сједињених Америчких Држава.‍‍
Године 1997. покренула је провођење „Акта о усвајању и заштити породице” (енгл. Adoption and Safe Families Act), који се сматра њеним највећим политички успехом као прве даме Сједињених Америчких Држава.‍‍‍‍ Одиграла је кључну улогу у доношењу „Акта независности за хранитељске породице” (енгл. Foster Care Independence Act), чијим су усвајањем удуплана новчана средства за тинејџере који одрастају у хранитељским породицама.‍‍
Као прва дама, Хилари Клинтон је била домаћин бројним конференцијама у Белој кући: „Брига о деци” (енгл. Child Care) 1997. године,‍‍ „Рани развој у детињству и учење” (енгл. Early Childhood Development and Learning) исте године,‍‍ „Деца и адолесценти” (енгл. Children and Adolescents) 2000. године‍‍ и др. Била је домаћин и прве икада одржане „Конференције о тинејџерима у Белој кући” (енгл. White House Conference on Teenagers) 2000. године‍‍ те прве икада одржане „Конференције о филантропији у Белој кући” (енгл. White House Conference on Philanthropy) 1999. године.‍‍
Клинтонова је посетила 79 земаља као прва дама,‍‍ оборивши тако рекорд до тада „најпропутованије” прве даме који је својевремено држала Пет Никсон.‍‍ Није имала дозволу за присуство састанцима Савета за националну безбедност, али је играла улогу у америчкој дипломатији остварујући своје циљеве.‍‍ Марта 1995. године, делегација од пет чланова путује у јужну Азију, по наредби Стејт департментa. Хилари Клинтон тада путује без свог мужа, а циљ је био побољшавање односа Индије и Пакистана.‍‍ Клинтонова је била узнемирена видевши страдања жена које је срела, али је нашла топао одговор од људи из земаља које је посетила и стекла је бољи однос с кором америчких новинара.‍‍‍‍ Путовања су Клинтоновој донела трансформативна искуства која су утицала на предвидиву евентуалну каријеру у дипломатији.‍‍
Говорећи на Четвртој Светској конференцији о женама (енгл. Fourth World Conference on Women) у Пекингу, септембра 1995. године, Клинтонова се енергично залаже за прекид праксе злостављања жена широм света — као и у самој Народној Републици Кини‍‍ — посебно наглашавајући „да више није прихватљиво одвајати права жена од људских права”.‍‍ Испред делегација из преко 180 земаља рекла је:
| „ | Ако постоји иједна порука која треба да одјекне даље од ове конференције, нека то буде да су људска права женска права и да су женска права људска права, једном за свагда.‍‍ | ” |

На овај начин се одупрла како притиску унутрашње администрације тако и кинеском притиску да „омекша своја обраћања”.‍‍‍‍ Говор је постао кључни моменат у оснаживању жена; и годинама после овога, жене широм света често би рецитовале Клинтонине кључне фразе.‍‍ Хилари Клинтон потом постаје прва најугледнија личност касних деведесетих која јавно говори против третмана авганистанских жена од стране исламских фундаменталистичких талибана.‍‍‍‍ Помогла је и у стварању међународне непрофитне невладине организације под именом „Кључни гласови” (енгл. Vital Voices), која у ствари представља међународну иницијативу под покровитељством Сједињених Америчких Држава за промовисање учешћа жена у политици и политичком животу земаља у којима оне живе.‍‍ То је, као и Клинтонине посете, потпомогло жене да учине да се њихов глас заиста (про)чује, нарочито у Северноирском мировном процесу (енгл. Northern Ireland peace process).‍‍

### Вајтвотер и остале истраге
Прва дама Хилари Родам Клинтон била је предмет неколико истрага које су спроводили Уред независних бранилаца Сједињених Држава (енгл. United States Office of the Independent Counsel), комитети Конгреса САД (енгл. committees of the U.S. Congress), као и штампа.
Афера Вајтвотер је доживела медијску пажњу од објављивања извештаја у Њујорк тајмсу у току Клинтонове председничке кампање 1992. године‍‍ и док је Клинтонова била прва дама. Клинтонови су изгубили инвестирани новац у „Вајтвотер корпорацију за развој” (енгл. The Whitewater Development Corporation) касних ’70-их;‍‍ у исто време, њихови пословни партнери у тој инвестицији, Џим и Сузан Макдугал, руководили су „Медисон гарантијем” (енгл. Madison Guaranty), штедном и кредитном институцијом којој је Адвокатска фирма „Роуз” вршила правне услуге‍‍ и која је можда непрописно субвенционисала губитке Вајтвотера.‍‍ „Медисон гаранти” касније пропада, а рад Клинтонове ставља се под лупу због могућих сукоба интереса у представљањима банке пред регулаторним агенцијама државе, која је уговарао њен муж.‍‍ Она је тврдила да је радила минималан посао за банку.‍‍ Независни браниоци Роберт Бишоп Фиск мл. и Кенет Винстон „Кен” Стар судски су позвали Клинтонине евиденције јавних наплата; она је рекла да не зна где су.‍‍‍‍ Евиденције су пронађене у библиотеци прве даме у Белој кући после две године истраге, те достављене истражитељима почетком 1996. године.‍‍ Одложено обелодањивање евиденција изазвало је велики интерес и покренуло друге, нове истраге о томе како су пронађене и где су биле све време.‍‍ Особље Клинтонове приписује проблем сталним променама документације у Белој кући, као и проблемима при транспорту документације од Палате гувернера Арканзаса до Беле куће.‍‍ Клинтонова 26. јануара 1996. године постаје прва прва дама која је добила судски позив да сведочи пред Савезном поротом.‍‍ Након неколико истрага независних бранилаца, извештај је коначно издат 2000. године, а назначено је да није било довољно доказа да је Клинтонова починила кривични преступ.‍‍
Контролом запосленика у канцеларији за путовања у Белој кући маја 1993. године, настала је афера позната под именом „афера Травелгејт” (енгл. Travelgate affair);‍‍ афером се у почетку оптуживала директно Бела кућа, и то да је искоришћавала пропусте у осигурању и правилима те тако чинила низ неправилности у замени особља у канцеларији за путовања — како се наводи — са „пријатељима из Арканзаса”.‍‍ Открићем две године старог меморандума (писма, дописа, мемоа) Беле куће 1996. године, истрага се фокусира на Клинтонову и питања да ли је она дириговала отпуштањима у канцеларији за путовања и да ли су изјаве које је потом давала истражиоцима о својој улози у тим отпуштањима биле истините.‍‍‍‍ Финалним извештајем независних бранилаца из 2000. године, закључује се да је Клинтонова била укључена у отпуштање радника и да је „под заклетвом сведочила чињенично нетачно”, али да нема довољно доказа да ли је знала да лажно сведочи и да ли је знала да ће њени поступци довести до отпуштања; стога, Хилари Клинтон није кривично гоњена.‍‍
Након самоубиства заменика заступника Беле куће Винса Фостера у јулу 1993. године, Клинтонова бива оптужена да је наредила уклањање потенцијално штетних докумената (у вези с Вајтвотером и др.) из Фостерове канцеларије у ноћи његове смрти.‍‍ Независни бранилац Кенет Стар истраживао је овај случај, а до 1999. године — извештавало се да Стар држи истрагу отвореном, иако му је његово особље говорило да нема случаја који би могло да изникне.‍‍ Старов наследник, јавни тужилац Роберт Вилијам Реј, у финалном извештају 2000. године у вези са афером Вајтвотер наводи да нема доказа против Клинтонове у вези са овим сучајем, тако да оптужби против ње у том извештају није било.‍‍ Пред крај истраге везане за Травелгејт, јуна 1996. године, као изданак ове афере открило се да је Бела кућа вршила непрописан приступ стотинама позадинских извештаја Федералног истражног бироа о бившим републиканским запосленицима Беле куће; појавила се нова афера позната као „афера Фајлгејт” (енгл. Filegate affair).‍‍ Оптужена је Клинтонова да је наређивала овакве приступе извештајима ФБИ-ја и да је безусловно препоручила запошљавање неквалификованог појединца на чело Уреда за безбедност у Белој кући (енгл. White House Security Office).‍‍ Завршним извештајем независних бранилаца 2000. године, наводи се да нису нађени валидни докази да је Клинтонова имала икакву улогу у томе и да није било никакве злоупотребе.‍‍
Новински извештаји из марта 1994. године откривају огроман профит Клинтонове на сточној берзи у периоду 1978—1979. године, чиме потом долази до настанка контроверзе о сточној берзи.‍‍ У штампи су изнесене оптужбе за сукоб интереса и прикривени мито.‍‍ Неколико појединаца изанализирало је њене трговачке евиденције, али формална истрага није покренута, а Хилари Клинтон никада није оптужена за било какву злоупотребу.‍‍
Још једна контроверза која се може повезати с Хилари Клинтон тиче се поклона који су 2001. године пристигли на адресу Беле куће, уместо да су испоручени Клинтоновој лично; поклони су током последње године председниковања Била Клинтона склоњени и пребачени у приватну резиденцију Клинтонових.‍‍ После великог притиска јавности пар је вратио укупно 134.000 долара вредне поклоне.‍‍‍‍ Хилари Клинтон се суочила и с додатним критикама због тога што је преузела личне поклоне непосредно пре полагања заклетве као сенаторка, иако је у то време законом забрањено прихватати било какве поклоне;‍‍

### Одговор на скандал Левински
Године 1998. почиње се спекулисати око везе између председника Клинтона и службенице у Белој кући — психолошкиње Монике Левински; истрага утврђује да је председник имао ванбрачне односе са службеницом.‍‍ Догађаји око Левински скандала на крају су довели до опозива Била Клинтона од стране Представничког дома САД, а касније ослобађајуће пресуде Сената САД. Када су оптужбе против Хилариног мужа изашле у јавност, она изјављује да су исте део „Огромне десничарске завере”,‍‍‍‍ окарактерисавши Левинскијеву као последњу учесницу у дугом, организованом и колаборативном низу напада на Била од стране његових политичких противника,‍‍ а не било какву „злоупотребу” свог мужа. Касније је рекла да је била заведена тврдњама свог мужа да се афера није десила.‍‍ После непобитних доказа да се однос између Била и Монике десио, Клинтонова у јавности потврђује претходне изјаве да остаје посвећена своме браку; приватно је, међутим, била веома љута на супруга и није била сигурна да ли жели наставити с браком.‍‍ Особље Беле куће приметило је изражен ниво тензија код пара током овог раздобља.‍‍
Реакције јавности биле су различите. Неки су се дивили Клинтониној снази да говори о приватним стварима које су постале познате јавности, неки су саосећали с њом као жртвом несензибилног понашања мужа, други су је критиковали како је била она та која је омогућавала несмотрености свог мужа, док су је неки оптуживали да је цинично остала с њим само да би задржала политичку моћ.‍‍ Њен јавни рејтинг одобравања у свету у светлу ових открића скочио је на око 70%, највишу бројку икада.‍‍ У мемоарима из 2003. године, Хилари Клинтон приписује своју одлуку да остане с Билом у браку „љубави која траје већ деценијама”, те додаје: „Нико ме не може боље разумети и насмејати на начин какото Бил ради. Чак и после свих ових година, он је и даље најзанимљивија, најенергизирајућа и најживља особа коју сам икада срела.”‍‍
Дешавања око скандала Левински оставили су Била Клинтона у значајним правним дуговима; године 2014, Хилари Клинтон је изјавила да је са својим мужем напустила Белу кућу „не само празних џепова, него и у дугу”. Сама изјава је дословно била тачна, али у обзир није узета потенцијална огромна зарада бившег председника који је држао плаћене говоре пре него што је напустио уред те могућност узимања позајмица из банака због тога што је у питању председник САД.‍‍

### Традиционалне дужности
Клинтонова је била иницијатор и оснивач програма „Спасимо блага Америке” (енгл. Save America's Treasures), који је за циљ имао обезбеђивање донација од федералног фонда за очување и обнављање историјски значајних предмета и места,‍‍ укључујући и заставу која је надахнула Барјак искићен звездама (енгл. The Star-Spangled Banner) и Први историјски локалитет за даме (енгл. The First Ladies Historic Site) у Кантону (Охајо).‍‍ Клинтонова је била председавајућа „Миленијумског савета Беле куће” (енгл. White House Millennium Council)‍‍ и организатор од. домаћин „Миленијумских вечери” (енгл. Millennium Evenings),‍‍ серије предавања везаних за футурологију од којих је једно постало први симултани веб-кастинг уживо преношен из Беле куће.‍‍ Такође је створила и први „Парк скулптура Беле куће” (енгл. White House Sculpture Garden), који се налази у Башти Џеклин Кенеди (енгл. Jacqueline Kennedy Garden), где се излажу велика уметничка дела савремене америчке уметности позајмљена из музеја.‍‍
Хилари Клинтон је у Белу кућу постављала дониране рукотворине савремених америчких уметника, као што су дела од стакла и керамике, и то на ротирајућа места за излагање у државним собама (енгл. state rooms).‍‍ Надгледала је рестаурације „Плаве собе” (енгл. Blue Room) да би иста била историјски аутентична као она из времена Џејмса Монроа,‍‍ те „Собе карата” (енгл. Map Room) да би иста добила изглед као из времена Другог светског рата.‍‍ Радила је са арканзаским декоратером ентеријера Какијем Хокерсмитом у периоду већем од осам година, нагледавши се обимних приватно финансирајућих реновирања декора око Беле куће, којима се она углавном желела учинити још светлијом.‍‍ То укључује и мању обнову „Собе за договоре” (енгл. Treaty Room) — председничког уреда — како би иста добила изглед из 19. века.‍‍ Све у свему, редекорација и реновирање донели су помешане стилове, с тим да викторијански намештај за „Линколнову собу за састанке” (енгл. Lincoln Sitting Room) бива највише критикован јер се овиме ипак претерало и отишло предалеко.‍‍ Клинтонова је била домаћин многих догађаја у Белој кући, укључујући пријем за Дан светог Патрика, државну вечеру при посети кинеских великодостојника, савремене музичке концерте на којима се прикупљао новац за музичко образовање у јавним школама, новогодишњу прославу уласка у 21. век, државну вечеру у част двестотог рођендана Беле куће у новембру 2000. године и др.‍‍

## Сенат САД

### Избори за Сенат САД 2000.

#### Почетак кампање
Прва дама Клинтонова најавила је 16. фебруара 1999. године да се намерава кандидовати за место у Сенату САД.‍‍ Када је било јасно да ће Клинтонова званично ући у изборну трку, друга кандидаткиња за сенаторку — Нита Лоуи — одустала је од борбе, а знало се да би била веома разочарана да је којим случајем наставила и на крају изгубила.‍‍ 7. јула 1999. године званично је објавила улазак у кампању и почела састављати истраживачку комисију,‍‍ са седиштем на фарми „Мојнихан” у Пиндарс Корнерсу (рурални округ Делавер, држава Њујорк).‍‍ Бил Клинтон није био претерано одушевљен и оптимистичан у вези с Хиларином кандидатуром.‍‍‍‍ Политичке догађаје је посредовао њен политички саветник Манди Грунвалд.‍‍ Хилари Клинтон започиње „турнеју саслушања” свих делова Њујорка након уласка у кампању и изборну трку.‍‍ Намеравала је да посети сва 62 њујоршка округа, при посетама разговарајући с мањим групама Њујорчана и то у складу с принципима малопродајне политике карактеристичне за САД.‍‍ Током кампање, Клинтонова је проводила доста времена у традиционално републиканским деловима Њујорка. Многи су је оптуживали за карпетбагинг (енгл. carpetbagging),‍‍ зато што пре уласка у предизборну кампању за Сенат САД никада није боравила у Њујорку нити је директно учествовала у његовој државној политици.
У међувремену, Клинтонови су септембра 1999. године за 1,7 милиона долара купили 11-собну холандску кућу у колонијалном стилу, у Чапакви северно од Њујорк Ситија.‍‍ Чак је и уобичајена активност попут потраге за новом кућом која је довела до овога била предмет значајне медијске пажње; извештавање о личним животима ће бити норма у овом такмичењу двеју „наелектрисаних и поларизованих фигура” (као што је то један репортер фигуративно дочарао).‍‍ Клинтонова је новембра 1999. године најавила да ће се одрећи већине својих службених дужности прве даме како би (от)ишла у Њујорк и наставила своју кампању.‍‍ Потез одрицања службених дужности спровела је у дело јануара 2000. године, када кућу у Њујорку опрема са стварима и намештајем из арканзаских дана, и напушта Белу кућу.‍‍ То је било први пут од 1914. године (када је умрла прва супруга Вудроа Вилсона) да председник живи без брачног друга у Белој кући.‍‍
Ране фазе њене кампање нису биле без грешке,‍‍ а касније је и написала да се „грешке политичара у Њујорку тешко игноришу”.‍‍ Пред великом масом, Клинтонова је јуна 1999. године ставила качкет Њујорк јанкиса иако је била доживотни љубитељ Чикаго кабса.‍‍‍‍‍‍ Ово је Клинтоновој донело много критика,‍‍‍‍ а Томас Кујпер ће касније написати антиклинтонску књигу под називом Увек сам била фан Јанкиса: Хилари Клинтон својим речима (енгл. I've Always Been a Yankees Fan: Hillary Clinton in Her Own Words). Клинтонова је рекла да је морала да развије навијачки интерес Америчке лиге пошто се није могло очекивати да обожаваоци Кабса навијају за Чикаго вајтсоксе из Америчке лиге професионалних бејзболских клубова.‍‍ У својој аутобиографији из 2003. године, окарактерисала је качкет Јанкиса као „лош потез”, али је поновила оно што је објављено у штампи пре инцидента — да је била „ватрени фан Микија Мантла”;‍‍ међутим, у књизи је — насупрот томе — објавила своју слику из 1992. године на којој на глави носи капу Јанкиса.‍‍
Озбиљнија ствар десила се 11. новембра 1999. године, на посвећености једног здравственог програма ког су финансирале Сједињене Америчке Државе у Западној обали (код Израела); Клинтонова је разменила пољубац са Сухом Арафат, удовицом бившег палестинског председника Јасера Арафата, и то после Сухине изјаве да је Израел намерно нападао и тровао Палестинце деградацијом животне средине и употребом „отровног гаса”.‍‍‍‍ Неке израелске присталице осуђивале су Хилари Клинтон говорећи како никада није требало да пољуби супругу палестинског лидера, поготово после оваквих инфламантних примедби. Наредног дана, Хилари Клинтон је денунцирала наводе Арафатове и рекла да јој је палестински преговарач Саеб Ерекат објаснио како је Суха помињала „сузавац” а не „отровни гас”.‍‍‍‍ Пољубац је постао велики проблем у кампањи, посебно код јеврејских гласача.‍‍‍‍‍‍ Хилари Клинтон је рекла да је пољубац формални еквивалент руковању, тврдећи како би се изазвао озбиљан дипломатски инцидент да она није учинила оно што је учинила.‍‍ Касније је написала да арапско-енглески превод није могао пренети тачну природу њених навода: „Да сам била свесна њених речи пуних мржње, осудила бих их на лицу места.”‍‍
Помало изненађујуће, Хилари Клинтон је доживела ерозију подршке бирачица током своје кампање, а број оних које су је подржавале константно је опадао током 1999. године.‍‍ Ово је делимично био типичан случај као и с кандидаткињама које на почетку кампање имају рани талас женске подршке која на крају спласне, али и делимично због њених пропуста у кампањи.‍‍ Такође се рефлектовао посебан скуп помешаних ставова и осећања које су жене гајиле према браку пара Клинтон и амбиције и моћи коју је Хилари Клинтон аутоматски стекла уласком у заједнички живот с утицајним Билом. Неки су брак сматрали само Клинтониним средством за добијање власти у руке.‍‍ Проблем је био посебно акутан када се узме у обзир демографија жена; једна од дугогодишњих саветница Хилари Клинтон рекла је следеће: „Жене у образовној професионалној класи? Оне је*ено нису могле да је поднесу. Никад нисмо могли схватити зашто. И психолози су се укључивали у целу причу.”‍‍
Кампања Хилари Клинтон била је активна у свим њујоршким окрузима које је она обилазила фордовим конвертованим комбијем‍‍ — посебно прилагођеним намени — што јој је значајно помогло да умири страсти и оптужбе за карпетбагинг;‍‍ многи Њујорчани говорили су да Хилари Клинтон „изгледа као да је једна од њих”.‍‍ С бирачима је разговарала о локалним питањима као што су подршка млекарској индустрији, унапређење авио-саобраћаја, смањење нивоа факултетске школарине као и одлива мозгова из неких делова државе и др.‍‍ Њени политички положаји добро су се уклапали с различитим изборним јединицама у држави „на коју се намерила”.‍‍ У јануару 2000. године наступила је у „Вечерњем шоуу с Дејвидом Летерманом” (енгл. Late Show with David Letterman), где је с домаћином успоставила однос који је одржавала кроз своју сенатску каријеру све до своје председничке кампање 2008. године.‍‍ Своју званичну кандидатуру објавила је фебруара 2000. године у њујоршком Перчасу (енгл. Purchase, New York),‍‍ под јединственим именом Хилари које се могло наћи у свој коришћеној литератури.‍‍
Немајући поверења у штампу још од председничке кампање свог мужа из 1992. године и својих раних дана као прве даме,‍‍ Хилари Клинтон је новинарском комбију који је пратио наметнула посебна ограничења што се тиче њене доступности. Угледна репортерка Асошијетед преса Бет Харпаз касније се присетила своје свакодневнице из времена када је пратила Хилари у сваком моменту: „Али рекли би нам да данас неће бити доступна, а ми бисмо то прихватили. То није учинило да се не осећам помало осрамоћено. Била сам толико уморна и толико огорчена због недостатка приступа и недостатка вести у овој кампањи да сам одустала од борбе.”‍‍

#### Званична кампања
Надметање је привукло значајну националну пажњу, а кампање обеју страна биле су добро финансиране. До краја кампање, демократкиња Хилари Клинтон и републиканци Рик Лазио и Рудолф Џулијани заједно су потрошили око 90 милиона долара,‍‍ до тада највише у историји изборних трка за Сенат САД.‍‍‍‍ Лазио је потрошио око 40 милиона долара, много више од Клинтониних улагања која су износила 29 милиона долара,‍‍ с тим да је она од демократских организација такође добијала неколико милиона у тзв. „меком новцу” (енгл. soft money).‍‍ Међу Клинтониним антагонистичким круговима рађале су се групе за прикупљање средстава поштом које су деловале директно против ње — као што је „Хитни одбор за заустављање Хилари Родам Клинтон”‍‍ — које су редовно имале обраћања с апоплектичним (уп. негодовање) изјавама и порукама за јавност као што је то изрека „Само један Клинтон напушта уред, други добија уред.”.‍‍
Хилари Клинтон је осигурала широку базу подршке, укључујући групе за очување природе‍‍‍‍ те организоване раднике и њихове синдикате,‍‍ с тим да је важно истаћи да је подршка од уније полицајаца за разлику од оне уније ватрогасаца Њујорк Ситија углавном припала Лазију.‍‍‍‍ Иако је имала солидну подршку у граду Њујорку, кандидати и посматрачи очекивали су да ће се у изборној трци одлучити на нивоу државе Њујорк, у којој живи 45% бирача. Током кампање коју је предводио Бил де Блазио, Хилари Клинтон је обећавала да ће побољшати економску слику на северу државе Њујорк, рекавши да има план за отварање 200.000 нових радних места у наредних шест година. Њен план укључивао је и посебне пореске кредите с циљем награђивања за отварање нових радних места те за подстицање пословних инвестиција, посебно у високотехнолошком (енгл. high-tech) сектору. Позивала је на смањење пореза везаних за школарине на колеџима и дугорочне неге.‍‍ Лазио је наишао на јединствен тактички проблем током кампање на северу државе. Највећа препрека је била непрестано слаба локална економија, коју је Лазио намеравао да повеже с мандатом мужа своје противнице у његовом уреду. Напади на економију државе из њених северних делова често су интерпретирани као критиковање актуелног републиканског гувернера Џорџа Патакија; међутим, ово је заправо само ограничавало ефект ове линије напада...
Противници Клинтонове подсећали су да она није имала никакве везе с Њујорком све до ових избора тако што су током трке и у дебатама у фокус постављали проблем с оптужбама за карпетбагинг.‍‍ У овој нефер борби главну реч је водио Шон Хенити са својим радио-емисијама на Њујоршком радију; наиме, непрестано се емитовала дневна реклама са следећим речима: „Наведите ми три ствари које је Хилари Клинтон икада урадила за људе [њихову добробит] Њујорка!” Присталице Хилари Клинтон истакле су да је држава Њујорк отворена за све националне лидере, подсетивши да је Роберт Франсис Кенеди изабран у Сенат САД 1964. године упркос сличним оптужбама. На крају, према излазним анкетама Клинтонове направљеним у току кампање, многи њени гласачи су окарактерисали те оптужбе које се тичу проблема с карпетбагингом као неважне.‍‍
Током камање, Роберт Реј из Уреда независних бранилаца САД поднео је коначни извештај у вези с дугогодишњим истрагама у Белој кући (везано за дуго времена нерешену аферу Вајтвотер,‍‍ затим аферу Травелгејт‍‍ и у коначници аферу Фајлгејт,‍‍ од којих је свака укључивала посебну истрагу улоге Хилари Клинтон у истој). Извештај ју је ослободио оптужби што се тиче докумената односно афере Фајлгејт,‍‍ наведено је да није било довољно доказа што се тиче Клинтонине улоге у Вајтвотеру,‍‍ а њено лажно сведочење у вези са запошљавањем у канцеларији за путовања у Белој кући — односно афера Фајлгејт — потврђено је иако је речено опет да није било довољно доказа који би били разлог да је се кривично гони.‍‍ Без обзира на то што је Њујорк тајмс критиковао (енгл. editorialized) време издавања извештаја за које је тврдио да се највероватније темпирало да би изгледало као случајно поклапање с временом самих избора за Сенат САД,‍‍ у пракси оно што је откривено и објављено није се чинило као могући фактор који би утицао на то да неки бирачи промене своја мишљења и пређу на страну Хилари Клинтон.‍‍
Дебата између Клинтонове и Лазија одржана 13. септембра 2000. године показала се веома битном. Лазио је био на „ратној нози” против Клинтонове због прилива „меког новца” из демократских организација и количина тог новца које су стизале посебно из Демократског народног одбора (енгл. Democratic National Committee) у буџет Клинтонових ради потреба кампање, а изазвао је Хилари предлажући да обе кампање престану да примају новац од било кога споља. Он је напустио свој подијум машући предложеним споразумом пред њеним лицем;‍‍ многи гледаоци дебате сматрали су да ју је напао јер је ушао у њен лични простор (уп. проксемика), а као резултат тога ојачала се подршка жена бирача које су имале чвршћи позитиван став према Клинтоновој.‍‍
Лазио је у поодмаклој фази кампање критиковао Клинтонову што је прихватала разне донације за кампању од различитих арапских група, и то све уочи и у јеку напада везаних за норфошки разарач . Поводом овог питања, и бивши градоначелник Њујорк Ситија Ед Кох био је индиректно приморан да се огласи, а поручио је да „Лазио мора да престане с љигавчењем већ једном”;‍‍ било како било, динамика трке није се променила.

#### Коначни резултати
На изборима одржаним традиционално у уторак, 7. новембра 2000. године, Хилари Клинтон је победила Рика Лазија с 55% гласова наспрам 43%,‍‍ разликом која је већину посматрача изненадила јер се очекивала умногоме тешња борба.‍‍‍‍ Хилари Клинтон је освојила традиционалне демократске базе града Њујорка великим маржама те приградски округ Вестчестер, док је изгубила у густо насељеном Лонг Ајлeнду — делу који је Лазио представљао у Конгресу САД. Остварила је изненађујуће победе у затвореним окрузима севера државе Њујорк, као што су округ Кејуга, округ Ренслер и округ Најагара; сама њена победа приписује се гласовима који су стигли из ових округа Сједињених Америчких Држава.
Упоређујући остварену разлику од 12%, може се констатовати да је иста мања од Горове разлике од 25% над Бушем на Државним председничким изборима у Њујорку 2000. године, али и да је била већа од до тада највеће разлике на сенатским изборима у Њујорку која је износила 10%, када је сенатор Чак Шумел победио тадашњег сенатора Ала Дамата у жестокој трци 1998. године. Она је, међутим, и знатно (скоро четири пута) мања од разлике од 47% којом је сенатор Шумел поновно изабран 2004. године победом над мало познатим републиканцем-изазивачем Хауардом Милсом.‍‍‍‍ Победа демократа у сенату није била загарантована јер су републиканци последњих деценија побеђивали на око пола избора за гувернера и сенатора.
Лазија су хендикепирали лоши наступи Џорџа Буша мл. на изборима 2000. године у Њујорку,‍‍ али је исто тако јасно да је и Хилари Клинтон направила направила значајне помаке на северу Њујорка до ступања Лазија у трку.‍‍ Излазне анкете такође су показале велики јаз односно несразмер полова јер је Клинтонова наступала жешће и неумереније него што се то очекивало међу женама средњих година и женама неповезаним у одређене групе.‍‍
| Избори за Сенат САД 2000. (Њујорк)‍‍ | Избори за Сенат САД 2000. (Њујорк)‍‍ | Избори за Сенат САД 2000. (Њујорк)‍‍ | Избори за Сенат САД 2000. (Њујорк)‍‍ | Избори за Сенат САД 2000. (Њујорк)‍‍ | Избори за Сенат САД 2000. (Њујорк)‍‍ |
| Странка                            | Странка                            | Кандидат                           | Гласови                            | %                                  | ± %                                |
| ---------------------------------- | ---------------------------------- | ---------------------------------- | ---------------------------------- | ---------------------------------- | ---------------------------------- |
|                                    | Демократска                        | Хилари Родам Клинтон               | 3.562.415                          | Н/Д                                | Н/Д                                |
|                                    | Породична радничка                 | Хилари Родам Клинтон               | 102.094                            | Н/Д                                | Н/Д                                |
|                                    | Либерална                          | Хилари Родам Клинтон               | 82.801                             | Н/Д                                | Н/Д                                |
|                                    | Укупно‍                             | Хилари Родам Клинтон               | 3.747.310                          | 55,27                              | + 0,02                             |
|                                    | Републиканска                      | Рик Лазио                          | 2.724.589                          | Н/Д                                | Н/Д                                |
|                                    | Конзервативна                      | Рик Лазио                          | 191.141                            | Н/Д                                | Н/Д                                |
|                                    | Укупно‍‍                             | Рик Лазио                          | 2.915.730                          | 43,01                              | + 1,50                             |
|                                    | Независна                          | Џефри Грејам                       | 43.181                             | 0,64                               | − 0,08                             |
|                                    | Зелена                             | Марк Дунау                         | 40.991                             | 0,60                               | Н/Д                                |
|                                    | Право на живот                     | Џон Адфопи                         | 21.439                             | 0,32                               | − 1,68                             |
|                                    | Либертаријанска                    | Џон Клифтон                        | 4.734                              | 0,07                               | − 0,31                             |
|                                    | Конститутивна                      | Луис Вејн                          | 3.414                              | 0,05                               | Н/Д                                |
|                                    | Социјалистичка радничка            | Јакоб Перасо                       | 3.040                              | 0,04                               | − 0,27                             |
|                                    | Неважећи гласови                   |                                    | 179.823                            |                                    |                                    |
| Већина                             | Већина                             | Већина                             | 831.580                            | 12,27                              |                                    |
| Одзив бирача (излазност)           | Одзив бирача (излазност)           | Одзив бирача (излазност)           | 6.779.839                          |                                    |                                    |
|                                    | Демократска већина                 | Демократска већина                 | Окрет                              |                                    |                                    |

### Сенаторка САД

#### Први мандат
Након уласка у Сенат, Клинтонова је изградила добар однос са сенаторима из обеју странака.‍‍ Ковала је савезе са сенаторима који су били религиозни тако што је постала редовни учесник Сенатског молитвеног доручка.‍‍‍‍ Служила је за пет сенатских одбора: Одбор за буџет (енгл. U.S. Senate Committee on the Budget; 2001—2002),‍‍ Одбор за оружане снаге (енгл. U.S. Senate Committee on Armed Services; 2003—2009),‍‍ Одбор за околиш и јавне радове (енгл. U.S. Senate Committee on Environment and Public Works; 2001—2009),‍‍ Одбор за здравство, образовање, раднике и пензионере (енгл. U.S. Senate Committee on Health, Education, Labor and Pensions; 2001—2009)‍‍ и Специјални одбор за старење (енгл. U.S. Senate Special Committee on Aging).‍‍ Била је такође члан Комисије за безбедност и сарадњу у Европи (енгл. Commission on Security and Cooperation in Europe; 2001—2009).‍‍‍‍
Након Терористичких напада на СТЦ 11. септембра 2001. у Њујорку, Хилари Клинтон је тражила начин како да се дође до средства за обнову града и побољшање безбедности у својој земљи. Заједно са сениорским њујоршким сенатором Чарлсом Шумером, постала је једна од главних одговорних за обезбеђивање 21 милијарде долара намењених за обнову и поновни развој Светског трговинског центра.‍‍‍‍ Хилари Клинтон затим преузима водећу улогу у истрази здравствених потешкоћа с којима су се суочавале хитне службе и које се јављају након 11. септембра у региону.‍‍ Гласала је за Патриотски акт САД (енгл. USA Patriot Act) у октобру 2001. године. Када је акт био спреман за обнову 2005. године, изразила је забринутости везано за Конференцијски извештај о реауторизацији Патриотског акта САД (енгл. USA Patriot Act Reauthorization Conference Report) који се тицао грађанских слобода,‍‍ и то пре гласања за усвајање поменутог извештаја из 2005. године — годину после —, који је придобио велику подршку већине.‍‍
Хилари Клинтон је снажно подржавала америчку акцију 2001. у Авганистану, говорећи да је то шанса за борбу против тероризма те побољшање живота авганистанских жена које испаштају због талибанске владе.‍‍ У октобру 2002. гласала је за усвајање Резолуције о Рату у Ираку (енгл. Iraq War Resolution), која је овластила тадашњег председника Џорџа В. Буша да употреби војну силу против Ирака.‍‍
После почетка Рата у Ираку, Клинтонова је путовала у Ирак и Авганистан да би тамо посетила америчке војне базе и трупе. Приликом посете Ираку фебруара 2005. године, сенаторка Клинтонова приметила је да бунтовници нису могли да поремете демократске изборе који су раније одржани, те да су делови земље добро функционисали.‍‍ Посматрајући и запажајући да су ратови и ратна распоређивања исцрпљујућа за редовне и резервне снаге, Хилари Клинтон се залагала за увођење закона и легислатива да се повећа обим редовних војних снага Сједињених Америчких Држава на 80 хиљада војника како би се оптерећење смањило.‍‍ Крајем 2005. године, рекла је да су — иако би тренутно повлачење из Ирака била грешка — Бушева залагања за останак „док посао не буде обављен” заблуда јер се тиме Ирачанима давала порука „отвореног позивања да се не брину сами о себи”.‍‍ Њен став изазвао је незадовољство и фрустрацију међу онима из Демократске странке САД који су били за брзо повлачење.‍‍ Клинтонова је подржавала задржавање и унапређивање здравствене бенефиције за ратне ветеране и лобирала је против затварања појединих војних база, поготово оних у Њујорку.‍‍‍‍ Своја овлашћења у Одбору за оружане снаге искористила је за изграђивање блиских односа са високорангираним војним официрима.‍‍ (До 2014/2015. године, Клинтонова је потпуно променила свој став у вези са Ирачком ратном резолуцијом; рекла је да је „била у криву” и да је гласање у корист усвајања резолуције било „грешка”.)‍‍
Сенаторка Хилари Родам Клинтон гласала је против двају главних пакета за резање пореза које је доносио председник Буш, затим против Акта за измирење везано за економски раст и пореске олакшице из 2001. године (енгл. Economic Growth and Tax Relief Reconciliation Act of 2001) те против Акта за измирење везано за послове и раст пореских олакшица из 2003. године (енгл. Jobs and Growth Tax Relief Reconciliation Act of 2003).‍‍ Хилари Клинтон је гласала и против постављања Џона Робертса на место председника Врховног суда Сједињених Америчких Држава 2005. године и против постављања Самјуела Е. Алитоа на место придруженог судије у истом Врховном суду САД 2006. године (користећи право филибастер за спречавање Алитоовог именовања).‍‍‍‍
Сенаторка Хилари Клинтон позивала је 2005. године Савезну трговинску комисију (енгл. Federal Trade Commission) да испита скривене сцене секса у широко популарној и контроверзној видео-игрици .‍‍ Заједно са сенаторима Џоом Либерманом и Еваном Бајом, увела је Акт о заштити породичне забаве (енгл. Family Entertainment Protection Act), намењен да заштити децу од непримерених садржаја који се налазе у видео-игрицама. Клинтонова је 2004. и 2006. године гласала против увођења Федералног амандмана о браку (енгл. Federal Marriage Amendment), који је покушао да забрани истополне бракове.‍‍‍‍
Гледајући да успостави „прогресивну инфраструктуру” у односу на ривале тј. амерички конзервативизам, Хилари Клинтон је одиграла формативну улогу у разговорима који су довели до оснивања бившег „Центра за амерички напредак” (енгл. Center for American Progress), ког је 2003. године основао шеф особља Џон Подеста; он је подељени сарадник који је радио у корист удружења „Грађани за одговорност и етику у Вашинготну” (енгл. Citizens for Responsibility and Ethics in Washington) које је основано 2003. године и — с друге стране — служио као саветник бивше вочдог организације прогресивних медија (енгл. progressive media watchdog organization) „Медији су битни за Америку” (енгл. Media Matters for America) коју је 2004. године основао бивши антагонист Клинтонових, амерички новинар, аутор, писац и конзервативни левичар Дејвид Брок.‍‍ После избора за Сенат САД 2004. године, Хилари Клинтон је успешно погурала новог вођу сената, демократу Харија Мејсона Рида, да направи сенатски командни центар (тзв. ратну собу) у којој су се управљало дневном разменом политичких порука.‍‍

#### Кампања за поновни избор 2006.
Хилари Клинтон у новембру 2004. године најављује да ће се кандидовати за други сенатски мандат. Лако побеђује демократску номинацију и надјачава опозицију предвођену антиратним активистом Џонатаном Тасинијем.‍‍ Рани фаворит за републиканску номинацију, вестчестерски окружни тужилац Џинин Ферис Пиро, повукао се из трке после неколико месеци неуспешне и лоше вођене кампање.‍‍ Евентуални противник Хилари Клинтон на општим изборима био је републикански кандидат Џон Спенсер, бивши градоначелник њујоршког града Јонкерса. Хилари Клинтон побеђује на изборима одржаним 7. новембра 2006. са 67% гласова у односу на Спенсерових 31%,‍‍ освајајући овог пута чак 62 њујоршка округа осим четири преостала у којима није добила већину.‍‍ У кампањи је потрошила 36 милиона долара на свој поновни избор, више од било ког од кандидата који су учествовали у трци за Сенат САД на изборима 2006. године. Неке демократе су је критиковале јер је потрошила заиста превише новца у кампањи односно такмичењу чији је крајњи исход већ био познат, док су — с друге стране — неке од њених присталица биле забринуте зашто није оставила више новца у фонду за потенцијалну председничку кандидатуру 2008. године.‍‍ У следећих неколико месеци, Хилари Клинтон је преусмерила око 10 милиона долара свог сенатског фонда према својој председничкој кампањи.‍‍

#### Други мандат
Хилари Клинтон се успротивила повећању броја трупа САД у Рату у Ираку 2007. године, и то из војних и домаћих политичких разлога (до следеће године, она је почела да тајно признаје успех који је остварен додатним бројем трупа).‍‍ У марту исте године, Хилари Клинтон је гласала у корист закона ратне потрошње који је захтевао од председника Буша да почне с повлачењем трупа из Ирака; ово је прошло готово у целости по партијским линијама,‍‍ али је Буш нешто касније ставио вето. У мају, закон за компромис везано за ратно финансирање — којим су укинути рокови за повлачење, али истовремено и финансирање повезано директно с мерилима и стандардима напретка ирачке владе — прошао је у Сенату САД резултатима гласања 80 напрема 14, што је и председник Џорџ Буш потом потписао; Клинтонова је била једна од оних која је гласала против.‍‍ Клинтонова је касније одговорила на Извештај Конгресу САД о стању у Ираку (енгл. Report to Congress on the Situation in Iraq), ког је саставио генерал Дејвид Хауел Питрејус септембра 2007. године, и рекла следеће: „Мислим да извештаји које нам пружате захтевају добровољни прекид гледања на исте с неверицом.”‍‍
У марту 2007. године, као одговор на контроверзе у вези с отпуштањем америчких адвоката (енгл. the dismissal of U.S. Attorneys controversy), Клинтонова је позивала правобраниоца Алберта Р. Гонзалеса да поднесе оставку.‍‍ Што се тиче високопрофилне свеобухватне, жестоко критиковане реформе имиграционог закона 2007. године — познатог под пуним именом Реформски акт за сигурне границе, економске могућности и имиграције из 2007. године (енгл. Secure Borders, Economic Opportunity and Immigration Reform Act of 2007), или краћим Свеобухватни реформски акт за имиграције из 2007. године — Клинтонова је пар пута дала глас за одосно гласала је овог пута у корист неког закона; међутим, овај законски акт на крају није прошао (тзв. енгл. cloture није остварен/добијен).‍‍
Када је финансијска криза из 2007—2008. досегла врхунац кризом ликвидности септембра 2008. године, Хилари Клинтон је подржала усвајање предлаганог Акта о хитној економској стабилизацији америчког финансијског система (енгл. Emergency Economic Stabilization Act of 2008), познатог и као Полсонов план по предлагачу — секретару финансија САД Хенрију Мериту Полсону мл.; тиме је гласала за 700 милијарди долара вредан закон којим је покренут „Програм ослобађања од проблематичних актива” (енгл. Troubled Asset Relief Program, TARP), рекавши да се тиме представљају интереси америчког народа. Предлог је прошао у Сенату САД са 74—25.‍‍
Хилари Клинтон и сенатор из Вирџиније Џим Веб су 2007. позвали на покретање истраге о томе да ли је заштитна опрема издата војницима у Ираку била адекватна или не.‍‍

## Председничка кампања 2008.
Хилари Клинтон се припремала за потенцијалну кандидатуру за председницу Сједињених Америчких Држава још од почетка 2003. године.‍‍ На свом веб-сајту је 20. јануара 2007. године објавила састав експлораторног комитета (истражни одбор) за Изборе за председника САД 2008. наводећи: „Улазим, улазим да победим.”‍‍ До тада ни једна жена није била номинована за председника односно председницу од стране велике партије, нити је прва дама икада била у утрци за уред председника САД. Када је Бил Клинтон постао председник 1993. године, такозвани „слепи фонд” (енгл. blind trust) бива успостављен; априла 2007. Клинтонови су укинули слепи фонд да би се избегла могућност настанка етичких сукоба или политичких „срамоћења” како се Хилари Клинтон упустила у председничку трку.‍‍ Каснијим изјавама обелодањено је да је пар био „тежак” преко 50 милиона долара,‍‍ те да су Клинтонови од 2000. године зарадили преко 100 милиона долара (од чега је већи део дошао од Била Клинтона — продајом његових књига, држањем плаћених говора и другим непознатим активностима),‍‍ што говори да је на кампању 2008. отишла половина, око 50 милиона америчких долара.
Током прве половине 2007. године, Хилари Клинтон је у анкетама добила демократску председничку номинацију тј. имала је највише гласова у односу на остале кандидате своје странке у трци. Тадашњи сенатор Барак Обама из Илиноиса и бивши сенатор Џони Рид „Џон” Едвардс из Северне Каролине били су Клинтонини најјачи конкуренти.‍‍ Највећа претња њеној кампањи била је њена некадашња подршка Рату у Ираку ком се Барак Обама противио од самог почетка.‍‍ Клинтонова и Обама су у рекордном року скупили средства за кампање, претичући једно друго у вођству новцем сваког тромесечја.‍‍
Првих шест држава у демократским анкетама из септембра 2007. године, показало је да је Хилари Клинтон водећи кандидат у свих шест поменутих држава, с тим да се најближа борба водила у Ајови и Јужној Каролини. Наредних месеци, националне анкете показале су да је Хилари Клинтон далеко испред осталих демократских конкурената.‍‍ Она је крајем октобра претрпела редак пораз у кампањи јер је тада имала рекордно лош наступ у демократској дебати против Обаме, Едвардса и других противничких кандидата.‍‍‍‍ Обамине поруке за промене почеле су јаче да одјекују Демократским бирачким телом него ’поруке искуства’ којима је јасно зрачила.‍‍ Трка тако постаје знатно затегнутија, поготово у поменутој Ајови и Јужној Каролини те Њу Хемпширу, где Хилари Клинтон до децембра 2007. године губи вођство према неколико анкета.‍‍
У првом гласању одржаном 3. јануара 2008. године, Демократски посланички клуб Ајове (енгл. Iowa Democratic caucuses) ставља Клинтонову на треће место, дакле иза Обаме и Едвардса.‍‍ Обама следећих дана добија пуну подршку у националним анкетама, од којих све предвиђају његову победу на примарним изборима у Њу Хемпширу.‍‍ Међутим, на изненађење свих, Хилари Клинтон је 8. јануара 2008. у Хемпширу за длаку победила Барака Обаму.‍‍ То је било први пут у америчкој историји да је жена освојила већину и победила на страначким примарним изборима за потребе делегатске селекције.‍‍ Било је разних објашњења за победу Хилари Клинтон у Њу Хемпширу, али најчешће су била усмерена на њене симпатизере, нарочито жене које је вероватно придобила након што су јој у очима засијале сузе и глас „пукао” док је одговарала на питање једног бирача дан пре избора.‍‍
У наредних неколико дана, природа такмичења се преломила и све је кренуло у другом смеру. Одређен број ствари које је истакао Бил Клинтон и други сурогати (заменици)‍‍ — а такође и примедбе Хилари Клинтон везане за Мартина Лутера Кинга и Линдона Бејнса Џонсона‍‍ —, код многих су доживљене као (намерно или случајно) ограничавање Обаме као расно оријентисаног кандидата или негирање на други начин послерасног значаја и достигнућа његовог кампање.‍‍ Упркос покушајима како Клинтонове тако и Обаме да се проблем умањи и на крају „стави под тепих” као што се то обично ради, цела ствар резултовала је још већим поларизовањем демократског гласања: Хилари Клинтон губи већину подршке међу Афроамериканцима.‍‍‍‍ Губи од Обаме 26. јануара 2008. на страначким примарним изборима у Јужној Каролини, и то маржом два напрема један,‍‍ тако стварајући напет дуел (Едвардс је недуго након овога испао из игре у целости) за такмичење у преостале двадесет две државе, заказано за петофебруарски „супер уторак”. Бил Клинтон је направио још неколико расних изјава те тако привукао критике за њихове касније уочене импликације у кампањи у Јужној Каролини; Билови наступи (иступи) и улога коју је тада играо чинили су се толико штетним по Клинтонову да је талас њених присталица како унутар кампање тако и ван ње био приморан да каже да бивши председник „треба [мора] да престане [с оним што ради]”.‍‍ Кампања у Јужној Каролини нанела је Клинтоновој трајну штету, урушивши њену подршку међу демократским естаблишментом и изазвавши Теда Кенедија да почне да пружа веома цењену подршку и одобравање за Обаму.‍‍
У супер уторак, Хилари Клинтон је освојила највеће државе (Калифорнија, Њујорк, Њу Џерзи, Масачусетс итд.), док је Обама освојио више држава;‍‍ тако су имали готово равномерну расподелу броја гласова народа.‍‍ Међутим, Обама је добијао више обавезујућих делегата за свој удео у гласовима народа због бољег искоришћавања Демократских пропорционалних правила за доделу бројева / алокацију (енгл. The Democratic proportional allocation rules).‍‍
Кампања Хилари Клинтон рачунала је на освајање суперуторске номинације и била је неспремна како финансијски тако и логистички на дуже напоре; заостајајући у интернетском прикупљању средстава, Хилари Клинтон је почела да позајмљује новац за своју кампању.‍‍‍‍ У оквиру штаба кампање било је континуираних превирања те је Хилари Клинтон извршила неколико кадровских промена у највишим организационим нивоима.‍‍‍‍ Обама је фебруара 2008. победио на наредних 11 изборних такмичења широм земље, често великим разликама, те је у односу на Хилари Клинтон узео значајно вођство међу демократама тј. обавезујућим делегатима.‍‍‍‍ Хилари Клинтон 4. марта 2008. прекида дуг низ пораза победама на изборима у Охају и другим земљама,‍‍ где је њено критиковање -е — великог легата председниковања њеног мужа Била — био кључан али ипак недовољан проблем да би евентуално наштетио у великој мери и изазвао ситуацију близу поразу чиме би се неславни низ наставио.‍‍ Обама је током кампање доминирао код оних људи из посланичких група односно чланова клубова за које је Хиларина кампања умногоме била неприпремљена и/или неспроведена.‍‍‍‍ Обама је добро прошао на примарним изборима за што може захвалити понајвише Афроамериканцима, а затим и младим, факултетски образованим људима, док подршка богатијих, боље ситуираних бирача такође није нимало изостала; Хилари Клинтон су у примару увелико подржали Хиспаноамериканци и старији, факултетски необразовани људи, с тим да су гласови радничке класе бирача белаца — поред претходно поменутих група — били такође међу преовлађујућим.‍‍‍‍ Што се тиче делегата, Хилари Клинтон је најбољу наду за победу у номинацијама пронашла у уверавању непривржених, од стране странака именованих а тако и оријентисаних тзв. суперделегата (обавезујући делегати).‍‍
Хилари Клинтон је крајем марта признала да су њене изјаве које је често понављала током своје кампање (како је марта 1996. године бежала под непријатељском ватром бивајући гађана снајперима, а све током посете америчким војним трупама у Ваздухопловној војној бази у Тузли у Босни и Херцеговини) биле лаж, што је моментално привукло значајну медијску пажњу и постало атракција.‍‍ Ова изјава је кулминирала пар дана након самог објављивања, тачније када се појавио снимак дотичног догађаја где се може видети да је Хилари са својом ћерком Челси веома срдачно дочекана на аеродрому, а снајперске ватре јасно је да уопште није било.‍‍
Хилари Клинтон 22. априла 2008. побеђује на примарним изборима у Пенсилванији и на тај начин успева да своју кампању одржи у животу.‍‍ 6. маја остварује веома тесну победу у примару у Индијани, што бива попраћено великим поразом у Северној Каролини; овиме Хилари Клинтон остаје без икакве реалне шансе за победу у страначкој номинацији.‍‍ Она обећава да ће остати у кампањи до краја примарних избора, али престаје да се супротставља Обами; како је један аналитичар то објаснио: „Она би могла да поднесе пораз. Не би могла да поднесе одустајање.”‍‍ Хилари Клинтон побеђује на неколико преосталих изборних надметања; и заиста, током последња три месеца кампање она осваја већи број делегата, држава и гласова од Обаме, али ово се активирање десило ипак прекасно јер Хилари Клинтон у самој завршници не успева да превазиђе Бараково претходно стечено вођство.‍‍
Након завршетка примарних избора 3. јуна 2008. године, Обама је стекао довољно делегата да постане претпостављени кандидат (енгл. presumptive nominee).‍‍ У говору који је одржала пред својим присталицама 7. јуна 2008. године, Хилари Клинтон завршава кампању и признаје пораз исказујући отворену подршку Бараку Обами.‍‍ До краја кампање Хилари Клинтон је освојила 1.640 обавезујућих делегата, а Обама 1.763;‍‍ у време закључивања и освајања (енгл. clinching), Клинтонова је имала 286 суперделегата, а Обама 395,‍‍ с тим да су се те бројке измениле на 256 наспрам 438 кад је Обама званично проглашен за победника.‍‍ Хилари Клинтон и Обама су током номинација добили преко 17 милиона гласова понаособ,‍‍‍‍ чиме су обоје оборили пређашњи рекорд.‍‍ Хилари Клинтон је била прва жена која је била укључена у трку било за примаре или кокусе сваке од држава, чиме је (гледајући рекорд за највише сакупљених гласова и добијених делегата од стране једне жене икада) засенила — и то је битно нагласити: великом разликом —, резултате које је конгрескиња Ширли Анита Сент Хил Крисхолм остварила у својој председничкој кампањи односно на изборима 1972. године.‍‍ Хилари Клинтон је на Демократској националној конвенцији 2008. одржала веома страствен говор подржавајући данашњег председника САД Барака Обаму, а током целе јесени 2008. често је учествовала у његовој кампањи која се окончала успешно по демократе: републиканац Џон Мекејн поражен је на општим изборима одржаним 4. новембра 2008. године‍‍ (резултат је био [69.498.516 + 365] — [59.948.323 + 173] односно 52,93% — 45,65% за Барака Обаму). Хиларина кампања завршава се тешко: она запада дубоко у дугове; дуговала је милионе долара спољним добављачима, а 13 милиона долара које је сама уложила у кампању морала је да отпише.‍‍ Дугове је Хилари Клинтон у коначници отплатила до почетка 2013. године.‍‍

## Државна секретарка САД

### Номинација и потврда
Средином новембра 2008. године, новоизабрани председник Обама и Клинтонова разговарају о могућности њеног служења као америчке државне секретарке у његовој администрацији.‍‍ У почетку је била незаинтересована, али је 20. новембра 2008. рекла Обами да ће прихватити позив.‍‍‍‍ Председник Барак Обама 1. децембра 2008. званично номинује Хилари Клинтон за функцију државне секретарке.‍‍‍‍ Хилари Клинтон је рекла да не жели да напусти Сенат САД, али да ће јој нова функција представљати „тешку и узбудљиву авантуру”.‍‍ У оквиру номинације и да би се ублажила опасност од сукоба интереса, Бил Клинтон је одлучио да ће прихватити неколико услова и ограничења у погледу својих текућих активности и напора за привлачење финансијера за Фондацију Вилијама Џ. Клинтона (енгл. William J. Clinton Foundation) и Клинтонову глобалну иницијативу (енгл. Clinton Global Initiative).‍‍
Именовање је захтевало примену механизма тзв. Кваке Саксби (енгл. Saxbe fix) познатог и као „враћање плата” (енгл. salary rollback),‍‍ уведеног и законом озваниченог децембра 2008. године.‍‍ Саслушања за потврђивање пред Комитетом за иностране односе Сената САД (енгл. United States Senate Committee on Foreign Relations) почела су 13. јануара 2009. године, недељу дана пред Обамину инаугурацију; два дана касније, комитет је гласао и било је 16—1 за одобравање службе Хилари Клинтон.‍‍ У том тренутку, њен јавни рејтинг је досегао 65%, највишу тачку од Левински скандала.‍‍ 21. јануара 2009. године Сенат САД у пуном саставу изгласава Клинтонову 94—2.‍‍ Дала је заклетву државне секретарке, а из Сената САД иступила касније истог дана.‍‍ Постала је прва прва дама у служби у Кабинету САД.‍‍

### Прва половина мандата
Хилари Клинтон већ прве дане новог мандата троши обављајући десетине телефонских разговора са светским лидерима, указујући да америчка спољна политика мења правац: „Много је проблема које треба да решимо.”‍‍ Почиње се залагати за већу улогу Сједињених Америчких Држава у глобалним економским питањима (за Стејт департмент) и истиче већу потребу за дипломатском присутношћу САД у свету, посебно у Ираку где је министарство одбране спроводило дипломатске мисије.‍‍ Хилари Клинтон најављује најамбициозније од својих департментских реформи — Четворогодишњи преглед дипломатије и развоја (енгл. Quadrennial Diplomacy and Development Review) — којим се успостављају конкретни циљеви за дипломатске мисије Стејт департмента у иностранству; обликован је по узору на сличан пројекат стратешке анализе — документ војне доктрине САД под именом Четворогодишњи преглед одбране (енгл. Quadrennial Defense Review) из 1997. године, који је дошао из министарства одбране и с којим је Хилари Клинтон била упозната док је радила у Одбору Сената САД за оружане снаге (енгл. U.S. Senate Committee on Armed Services).‍‍ Прва проведба те реформа било је издавање првог новог четворогодишњег прегледа крајем 2010. године, а позивао је на то да се САД води кроз „грађанску снагу” као исплатив начин да се одговори на међународне изазове и ублаже кризе.‍‍ Такође је позивао на институционализацију циљева за оснаживање жена широм света и давање већих права свим женама.‍‍ Хилари Клинтон је током свог мандата заговарала увођење штедњака у све земље у развитку, како би се подстицала чишћа и више еколошки прихватљива припрема хране и смањили штетни ефекти дима и опасности које за жене може да носи кување на обичној ватри.‍‍
У затвореној дебати везано за Рат у Авганистану током 2009. године, Клинтонова се сложила с препорукама војске за „максимално повећање броја трупа” (предлог војске је било слање додатних 40.000 трупа, и то без јавног рока за повлачење); надвладала је противљење тадашњег потпредседника Џозефа Бајдена, али је на крају подржала Обамин план по ком је договорено слање додатних 30.000 трупа и стављање целе операције у оквире распореда за евентуално повлачење (овај план је био одређена врста компромиса).‍‍‍‍
Марта 2009. године, Хилари Клинтон представља министру иностраних послова Руске Федерације Сергеју Лаврову „дугме за рестартовање” које симболизује амерички покушај обнове веза с Русијом, на чијем је челу нови председник Дмитриј Медведев.‍‍‍‍ Фотооп је остао запамћен по погрешном превођењу на руски. Политика, која је постала позната као „Руски ресет” (енгл. Russian reset), доводи до побољшавања односа с Русијом у више области, али су односи поново знатно погоршани по повратку Владимира Путина на председничку функцију 2012. године.‍‍ Октобра 2009. године, на путу до Швајцарске, Хилари Клинтон интервенише у последњи час и спасава потписивање историјског Турско-јерменског споразума, којим се успостављају дипломатски односи и граница између два већ дуго времена непријатељска народа.‍‍‍‍ У Пакистану се ангажује у неколико необичних набуситих разговора са студентима, домаћинима ток-шоуа, становништвом и племенским старешинама, а све покушавајући да поврати стару пакистанску слику о САД.‍‍‍‍ Почев од 2010. године, Клинтонова се залаже за режим дипломатске изолације и међународних санкција против Ирана, у настојању да изнуди смањивање обима нуклеарног програма те земље; то ће на крају довести до настанка мултинационалног Заједничког свеобухватног плана деловања (енгл. Joint Comprehensive Plan of Action, JCPOA), међународног договора потписаног 2015. године и познатог и краће као Ирански договор (енгл. Iran deal).‍‍‍‍‍‍
Клинтонова и Обама изградили су добар радни однос, без борбе за (пре)власт; Клинтонова је била тимски играч администрације коју је бранила у иностранству и од спољних утицаја, а била је пажљива да којим случајем нити она нити њен муж не засене председника у било ком прегледу.‍‍‍‍ Клинтонова је формирала савез са секретаром одбране Гејтсом с којим је делила већину стратешких мишљења,‍‍ те Обаминим националним безбедносним тимом како би било што мање несугласица унутар администрације, што је пре неретко био случај.‍‍ Клинтонова и Обама су приступили спољној политици као увелико не-идеолошкој, прагматичној вежби.‍‍ Она се с њим састајала једном недељно, али нису имали близак свакодневни однос какав су имали поједини бивши државни секретари са својим председницима;‍‍ штавише, поједине кључне области политике држане су унутар оквира Беле куће и Пентагона.‍‍‍‍ И поред тога, председник Обама је имао поверења у Клинтонине методе и деловања.‍‍
У великом припремљеном говору, Хилари Клинтон је јануара 2010. године дефинисала аналогије између Гвоздене завесе и слободног и неслободног интернета.‍‍ Кинески званичници су реаговали негативно, а говор је привукао велику медијску пажњу како је она била први високи сениорски амерички званичник који је јасно дефинисао интернет као кључни елемент америчке спољне политике.‍‍ Јула 2010. године, посетила је Кореју, Вијетнам, Пакистан и Авганистан, све за време припрема за тридесетпрвојулско венчање њене ћерке Челси, што су медији такође испратили.‍‍ Улагала је напоре при санирању штете настале када је Викиликс крајем новембра 2010. године објавио поверљиве садржаје Стејт департмента (енгл. United States diplomatic cables leak — „Цурење у дипломатским депешама Сједињених Држава”), који су укључивали непримерене изјаве и оцене америчких и страних дипломата,‍‍ контактирајући стране лидере у Авганистану, Француској, Немачкој и Заливским земљама (укључујући Саудијску Арабију).‍‍‍‍

### Друга половина мандата
Египатски протести из 2011. године проузроковали су спољнополитичку кризу и поставили највећи изазов за америчку администрацију до тада.‍‍ Јавни одговор Клинтонове еволуира од оцене да је влада Хоснија Мубарака „стабилна”, преко становишта да је „мирни прелазак [на] владу с демократским учешћем неопходан”, све до осуде насиља над демонстрантима.‍‍‍‍ Обама се ослањао на Клинтонине савете, организацију и везе с кадровима у закулисном одговору на развој дешавања.‍‍ Како се Арапско пролеће ширило регионом, Клинтонова је била на челу америчког одговора за који је признала да је каткада био контрадикторан: подржавао је неке режиме док је — с друге стране, међутим — понекад подржавао демонстранте против истих тих или других режима.‍‍
Када је избио Грађански рат у Либији, Клинтонова је променила свој став и почела је да се залаже за америчку војну интервенцију, уз сагласност са америчком амбасадорком при Уједињеним нацијама Сузаном Елизабет Рајс те саветницом за националну безбедност Самантом Пауер, што је била кључна прекретница у превазилажењу противљења унутрашње администрације и министра одбране Гејтса, саветника за безбедност Томаса Донилона и саветника за борбу против тероризма Џона Бренана; овиме Клинтонова добија пуну подршку и одобравање Уједињених нација и Арапа за војну интервенцију у Либији 2011. године.‍‍‍‍‍‍ Бивша секретарка Клинтонова посведочила је Конгресу САД да администрација није морала да чека конгресну ауторизацију за своју војну интервенцију у Либији или било какве одлуке везане за овај проблем,‍‍‍‍ упркос томе што су конгресмени (чланови обеју партија) указивали на то да би администрација овиме директно кршила донесену Резолуцију о војним силама (енгл. War Powers Resolution) и што је правни саветник из Стејт департмента сугерисао исто када је лимит резолуције од 60 дана за неауторизоване ратове прошао (поглед који је преовладавао током правне дебате унутар администрације Барака Обаме).‍‍‍‍‍‍‍‍ Неколико месеци касније, она је везано за војну операцију у Либији изјавила да су Сједињене Америчке Државе још увек 25% удаљене од излаза, иако је Министарство правде САД рекло 1980. године да је толико дуготрајна акција захтевала конгресну ауторизацију.‍‍ 2011. године, и Министарство правде и Министарство одбране САД супротставили су се ставу Стејт департмента о ратним силама, а Стејт департмент је потом захтевао (али никада није добио) експресну конгресну ауторизацију.‍‍‍‍ Касније је коришћењем америчких савезника и онога што је назвала „савезом моћи” (енгл. convening power — досл. „сазивање снага”) настојала да одржи побуњенике Либије уједињим, а они су на крају збацили Гадафијев режим.‍‍‍‍ Последица грађанског рата вођеног у Либији било је пропадање државе (енгл. failed state),‍‍ а вештина интервенције и тумачења онога што се догодило након тога постаће предмет знатне расправе.‍‍‍‍‍‍
Током априла 2011. године и унутрашњих разматрања саветника председника из најужег круга да ли да нареде Специјалним снагама Ратне морнарице САД (енгл. U.S. special Navy SEALS forces) да спроведу рацију у Пакистану ради проналаска Осаме бин Ладена, Хилари Клинтон је била једна од оних који су подржавали спровођење рације, говорећи да долазак до вође Ал Каиде бин Ладена има превагу над ризицима које би евентуална рација донела за Сједињене Америчке Државе у смислу нарушавања добрих односа с Пакистаном што би се засигурно вратило као бумеранг.‍‍‍‍ По завршетку мисије која је резултовала смрћу Бин Ладена 2. маја 2011. године, Клинтонова је одиграла кључну улогу у одлуци администрације да се не објаве фотографије мртвог лидера терористичке организације Ал Каиде.‍‍ Током затворених расправа у вези с дешавањима у Ираку 2011. године, Клинтонова се залагала за задржавање преосталих снага које су бројале и до 10.000—20.000 америчких трупа у тој земљи; све ове трупе су на крају повучене, након што су преговори за ревизију Споразума о статусу америчко-ирачких снага пропали.‍‍‍‍
У говору пред Саветом Уједињених нација за људска права (енгл. United Nations Human Rights Council), Хилари Клинтон је рекла да су „геј права људска права” те да би Сједињене Америчке Државе требало да заговарају права хомосексуалаца и њихову правну заштиту у иностранству.‍‍ У истом периоду, опозиција унутрашње администрације која се директно односила на председника Обаму је превазиђена, а Хилари Клинтон је тада организовала и прву посету државног секретара Бурми од 1955. године, како би се упознала с бурманским лидерима као и опозиционом лидерком Аун Сан Су Ћи, при чему је тражила да се подрже Бурманске демократске реформе 2011—2015. године (тада 2011. г.).‍‍‍‍ Она је том прилико рекла да ће 21. век бити „век америчког Пацифика”;‍‍ ова декларација била је део „окретања ка Азији”, које се заговарало током деловања тадашње Обамине администрације, и то у склопу пројекта под именом „Источноазијска спољна политика администрације Барака Обаме” (енгл. East Asian foreign policy of the Barack Obama administration).‍‍
Током Сиријског грађанског рата, администрација Хилари Клинтон и Барака Обаме у почетку је желела да увери сиријског председника Башара ел Асада да се ангажује по питању народних демонстрација и спроведе реформе, али када је насиље власти наводно порасло у августу 2011. године — позивала га је да поднесе оставку на место председника.‍‍ Администрација се придружила једном броју савезничких земаља у пружању несмртоносне помоћи тзв. побуњеницима који су се супротстављали Асадовој влади, као и хуманитарним групама које су радиле у Сирији.‍‍ Средином 2012. године, Хилари Клинтон заједно с директором CIA-е Дејвидом Питрејусом предлаже да појачају опозицију наоружавањем и обучавањем детаљно проверених група сиријских побуњеника, али је предлог одбијен од стране званичника Беле куће који нису желели да буду директно умешани у сукобе и који су страховали да би екстремисти сакривени међу побуњеницима могли да окрену оружје на другу страну и тако изазову још већи хаос.‍‍‍‍
Хилари Клинтон је децембра 2012. године хоспитализована на неколико дана због лечења крвних угрушака (церебралне венске тромбозе синуса) у њеном десном попречном дуралном венском синусу.‍‍ Њени доктори открили су угрушак током наставка прегледа за потрес мозга који је претрпела када се онесвестила и пала три недеље пре, а након чега је развила и тешку дехидрацију од вирусне цревне болести стечене током путовања по Европи.‍‍‍‍ Угрушак који није узроковао никакве тренутне неуролошке повреде, лечен је антикоагулантним третманима, а Клинтонини доктори накнадно су рекли да се она потпуно опоравила.‍‍‍‍‍‍

### Генералне теме
Током времена проведеног у кабинету, а како је поновила и у свом завршном говору којим је мандат закључен, Клинтонова посматра „снагу разума” (енгл. smart power — долс. „паметна снага” тј. „моћ памети”) као стратегију за вођство САД и одржавање вредности — у свету различитих претњи, ослабљене централне власти и све више битних невладиних појединаца — уз комбиновање војне „жестоке силе” (енгл.  — долс. „тешка снага” тј. „моћ јачине”) с капацитетима дипломатије и америчке „меке силе” (енгл.  — долс. „мека снага” тј. „моћ деликатности”) у циљу развијања глобалне економије, добијања помоћи за развој, унапређивања технологије, подстицања креативности и заговарања људских права,‍‍‍‍‍‍ чиме се бенефити остварују у сваком аспекту. Као таква, Хилари Клинтон је постала прва државна секретарка која је методично имплементирала приступ „снаге разума”.‍‍ У расправама о употреби војне силе, она је уопштено говорећи била један од радикалнијих и „јастребовски” (енгл.  — „(ратни) јастреб”, „(ратно)јастребовски”)‍‍ настројених гласова администрације.‍‍‍‍‍‍ Августа 2011. године је поздравила мултинационалну војну интервенцију у Либији која је била у току, као и првобитни амерички одговор у погледу Грађанског рата у Сирији, као примере примењене „снаге разума”.‍‍
Клинтонова је знатно повећала употребу друштвених медија у круговима Стејт департмента, отварајући званични Фејсбук и Твитер налог; намера је била да се објављују важна обавештења и да се оствари комуникација грађана других земаља с њиховим владама .‍‍‍‍
У превирањима на Средњем истоку, Хилари Клинтон је нарочито видела прилику да унапреди једну од централних тема свог мандата, а то је залагање за оснаживање и добробит жена и девојака широм света.‍‍ Осим тога, у формулацији која је постала позната као Хилари доктрина (енгл. The Hillary Doctrine), она женска права сматра критичним за америчке безбедносне интересе, због везе између (1) нивоа насиља над женама и неравноправности полова унутар државе с (2) нестабилности и изазовима осигуравања међународне државне безбедности.‍‍‍‍ Све у свему, као резултат Клинтониних поступака и наступа произашао је тренд да жене широм света у то доба проналазе више могућности, а у неким случајевима и да се осећају много безбедније.‍‍
Хилари Клинтон је посетила 112 држава током свог мандата, чиме је постала „најпропутованији” државни секретар‍‍‍‍ (у вези с овим, магазин Тајм је написао како је „Хиларина издржљивост легендарна”).‍‍‍‍ Била је први државни секретар односно секретарка која је посетила земље као што су Того и Источни Тимор, а при томе се држала става да је „у [овом] виртуелном добу посета лицем-у-лице важнија него икад”.‍‍ Већ у марту 2011. исказала је мишљење да није заинтересована за други мандат како ће Обама да буде поново изабран на изборима 2012. године;‍‍ децембра 2012. године, Обама је након што је поново изабран, номиновао новог секретара Џона Керија да буде наследник Хилари Клинтон.‍‍ Последњи дан на функцији државне секретарке јој је био 1. фебруар 2013. године.‍‍ Након одласка с функције, аналитичари су коментарисали њен мандат и оценили га као неуспешан: речено је да није донео никакве дипломатске продоре на које би она могла да стави свој потпис као што је то био случај с неким другим државним секретарима који су дотад одслужили своје,‍‍‍‍ али истакнут је и њен фокус на циљевима за које је веровала да су мање опипљивог карактера али да ће имати више трајне и касније видљиве ефекте.‍‍

### Напад у Бенгазију и уследела саслушања
11. септембра 2012. године извршен је напад на америчку дипломатску мисију у Бенгазију (Либија), што доводи до смрти америчког амбасадора Џона Кристофера „Криса” Стивенса и још три Американца. Напад, питања везана за безбедност америчког конзулата и различита објашњења о том догађају која су дали званични администрације по смиривању ситуације о томе шта се и како се десило постали су политички спор и велика контроверза у Сједињеним Америчким Државама.‍‍ Клинтонова је 15. октобра 2012. рекла да су у питању безбедносни пропусти, а различита објашњења истог догађаја оправдала је неизбежним подизањем тзв. ратне магле (енгл. fog of war) и настанка конфузије после догађаја овакве природе.‍‍‍‍
Томас Рив „Том” Пикеринг и Мајкл Глен „Мајк” Мален водили су истрагу, а 19. децембра 2012. издају свој извештај о овом догађају. У извештају оштро критикују званичнике Стејт департмента у Вашингтону због игнорисања захтева за више стражара и безбедносне надоградње, као и за неспособност прилагођавања сигурносних процедура окружењу погоршане сигурности.‍‍ То је фокусирало критике на Биро за дипломатску безбедност (енгл. Bureau of Diplomatic Security) и Биро за блискоисточна питања (енгл. Bureau of Near Eastern Affairs); четири званичника Стејт департмента — од којих је један и помоћник државне секретарке — били су смењени са својих положаја као последица неизвршавања дужности на прави начин.‍‍ Клинтонова је рекла да прихвата закључак извештаја и да су промене за имплементирање предложених препорука у току.‍‍
Хилари Клинтон је о Нападу у Бенгазију дала свој исказ двама одборима за инострана питања Конгреса САД, 23. јануара 2013. године. Бранила је своје потезе које је повлачила као одговор на инцидент, док је — и даље прихватајући формалну одговорност — рекла да није имала неку директну улогу у посебним разговорима вођеним пре напада, а што се тиче сигурности конзулата.‍‍ Републиканци су јој у Конгресу САД оспоравали неколико тврдњи по више тачки, на што је понекад реаговала љутито или емоционално. Један овакав пример је реакција Клинтонове након упорног испитивања републиканца Рона Џонсона о томе да ли је или није администрација водила погрешне „теме разговора” после напада, када је Клинтонова одговорила ’загрејано’ и љутито, а њена реплика је веома често цитирана:
| „ | Уз дужно поштовање, чињеница је да имамо четири мртва Американца. Да ли је то због протеста или је то због момака који су одлучили једне ноћи да прошетају и одлуче да убију неколико Американаца? На крају крајева, у чему је разлика? Наш је посао да схватимо шта се догодило и учинимо све што можемо да спречимо да се тако нешто икада понови, сенаторе.‍‍ | ” |

Обавештајна комисија Дома САД (енгл. United States House Permanent Select Committee on Intelligence) издала је новембра 2014. године извештај у ком је закључено да није било кршења правила у одговору администрације на напад.‍‍
Одабрани одбор Дома САД о догађајима који окружују терористички Напад у Бенгазију из 2012. године (енгл. The United States House Select Committee on Events Surrounding the 2012&nbsp;Terrorist Attack in Benghazi) оформљен је маја 2014. године и спровео је двогодишњу истрагу у вези с нападом из 2012.‍‍ Почињена дела се виде углавном кроз призму домаће политике.‍‍‍‍ Ово је нарочито био случај септембра 2015. године, када је Лидер већине Дома САД Кевин Макарти негативан утицај на Клинтонине анкете приписао саслушањима у Бенгазију, тиме противречећи претходним републиканским коментарима о истрази.‍‍‍‍ Хилари Клинтон је сведочила 22. октобра 2015. године у целодневном и ноћном поступку саслушања пред одбором.‍‍‍‍ Саслушања су садржала много подгрејаних надговарања између чланова одбора и Клинтонове, али и међу самим члановима одбора који се нису могли усагласити.‍‍ Кллинтонову су многи видели као такву да је „неокрзнута” изашла са саслушања, понајвише зато што су медији њено наступање оценили и доживели као мирно и суздржано те непоколебљиво када није било мирно, с тим да је одбор виђен у сасвим другом светлу: чланови су постављали дуга, „вијугава”, понављајућа питања, што је испало као класично филмско извештачено испитивање.‍‍ Комитет је издао конкурентске финалне извештаје јуна 2016. године који се нису слагали по партијским линијама,‍‍ тако да су републикански извештаји давали неке друге детаље о нападу али ниједан нови доказ за кривицу Клинтонове.‍‍

### Имејл контроверза
Контроверза се јавила у марту 2015. године, када је генерални инспектор Стејт департмента открио да је Хилари Клинтон ексклузивно користила личне имејл налоге за невладине, приватно одржаване сервере — уместо налога који се одржавају на серверима федералне владе — и то када је проводила званични посао током свог мандата државне секретарке. Неки експерти, званичници, чланови Конгреса САД те други политички противници, тврдили су да је њена употреба приватног софтверског система размене порука и приватног сервера нарушавала протоколе Стејт департмента и друге процедуре, као што су оне одређене федералним законима и регулативама које управљају потребама чувања списа и докумената у архивама. Контроверза је изникла у позадини Клинтонине председничке кампање за изборе 2016. године и саслушања одбора у вези немилог догађаја у Бенгазију.‍‍‍‍
Првобитно, Стејт департмент је близу 2.100 имејлова на Клинтонином серверу ретроактивно означио поверљивим, иако ниједан од ових имејлова није био означен као такав у време када је послат. За 65 имејлова откривено је да садрже информације које су сврстане у категорију тајна (енгл. secret), док је више од 20 садржавало информације класификоване као најстрожа тајна (енгл. top secret); остатак је садржавао поверљиве (енгл. confidential) информације.‍‍‍‍‍‍‍‍‍‍ Департмент је дао саопштење како 22 имејла нису објављена јер садрже информације које се сматрају превише поверљивим за јавност.‍‍
У заједничком саопштењу објављеном 15. јула 2015. године, генерални инспектор Стејт департмента и генерални инспектор обавештајне заједнице рекли су да су прегледом имејлова пронађене информације које су биле поверљиве при слању, што је тако остало и до те за време њихове истраге, као и да „никада није требало да се преносе путем неповерљивог личног система”.‍‍ Такође је недвосмислено речено да ове поверљиве информације несумњиво никада није требало да се чувају ван сигурних владиних рачунарских система.‍‍ Хилари Клинтон је током неколико месеци говорила да није држала никакве поверљиве информације на приватном серверу који је поставила у своју кућу.‍‍ Владина политика, поново исказана у уговору о поверљивости података који је Хилари Клинтон потписала као део добијања своје безбедносне дозволе, каже да осетљиве информације могу да се сматрају поверљивим чак и ако нису означене као такве.‍‍ Након подизања оптужби да су неки имејлови у питању спадали у такозвану категорију „рођених поверљивима”, започета је ФБИ-јева истрага о томе колико поверљиве информације су се налазиле на Клинтонином серверу.‍‍‍‍‍‍‍‍‍‍ Њујорк тајмс је објавио фебруара 2016. године да је близу 2.100 имејлова похрањених на Клинтонином серверу ретроактивно означено поверљивим од стране Стејт департмента.‍‍‍‍ Такође, генерални инспектор обавештајне заједнице писао је Конгресу САД како би рекао да су неки од имејлова „садржали поверљиве информације Стејт департмента када су настали”.‍‍ Маја 2016. године, генерални инспектор Стејт департмента критиковао је њену употребу приватног имејл сервера док је била државна секретарка изјавивши да није тражила дозволу за коришћење, а чак и да јесте — дозвола јој опет не би била дата.‍‍
Клинтонова је увек тврдила да није слала нити примала икакве имејлове преко свог личног сервера који су били поверљиви у моменту када су послати. У демократској дебати с Бернијем Сандерсом одржаној 4. фебруара 2016. године, рекла је: „Никада нисам слала или примала икакав поверљив материјал.”‍‍ Хилари Клинтон је 2. јула 2016. године изјавила следеће: „Да поновим што сам понављала већ неколико месеци до сада, никада нисам примала нити слала икакав материјал који је означен као поверљив.”‍‍ У интервјуу Meet the Press 3. јула 2016. године, изјавила је: „Никада нисам примала нити слала икакав материјал који је означен као поверљив.”‍‍ Исто је поновила у још неколико наврата.‍‍
ФБИ је 5. јула 2016. године закључио своју истрагу. Директор ФБИ-ја Џејмс Коми је својој изјави рекао следеће:
| „ | ... 110 имејлова у 52 имејл ланца одређено је од агенције у власништву да садржи поверљиве информације у време када су послати или примљени. Осам од ових ланаца је садржало информације које су биле строго чувана тајна у време када су послати; 36 ланаца је садржало тајне информације у [то] време; и осам је садржало поверљиве информације, што је најнижи ниво класификације. Осим овога, око 2.000 додатних имејлова било је ’класификовано нагоре’ да би постали поверљиви; информације код ових [имејлова] нису биле поверљиве када су имејлови били послати.‍‍ | ” |

Три имејла, од њих 30.000, пронађено је да су поверљива, мада су им недостајала поверљива заглавља и били су означени малим латиничким c у заградама, што Коми описује као „ознаке за делове”. Он такође каже да је било могуће да Хилари Клинтон није била довољно „технички софистицирана” да разуме шта три ознаке о поверљивости заправо значе.‍‍ Откривено је да је Хилари Клинтон користила свој лични имејл интензивно док је била ван Сједињених Америчких Држава, слајући и примајући имејлове везане за посао на територији софистицираних непријатеља. ФБИ је оценио да је „могуће да су непријатељски актери добили приступ личном имејл рачуну секретарке Клинтонове”.‍‍ Коми је изјавио да иако су Клинтонова или њене колеге биле „изузетно немарне при руковању веома осетљивим, високо поверљивим информацијама”, ФБИ би Одељењу правде САД дао препоруку да „оптужбе у овом случају нису прикладне”.‍‍ Државни правобранилац САД Лорета Линч је потврдила да ће истрага Клинтонине употребе личних имејл сервера док је била секретарка да буде затворена без кривичних пријава.‍‍
Директор ФБИ-ја Џејмс Коми је 6. новембра 2016. године послао писмо Конгресу САД с поруком да Биро стоји иза својих изјава из јула 2016. у вези с додатним имејловима Хилари Клинтон пронађеним на лаптоп рачунару њене помоћнице (бивша заменица шефа особља секретарке Клинтон 2009—2013. и садашња потпредседница Клинтонине кампање 2016, Хума Абедин) — што је Конгресу објављено у засебном писму послатом 28. октобра 2016. године.‍‍
Џејмс Коми је 28. октобра 2016. године обавестио Конгрес САД да је ФБИ почео са истраживањем новооткривених имејлова. Органи за споровђење закона су изјавили да док су истраживане наводно незаконите текстуалне поруке Ентонија Винера, мужа Клинтонине помоћнице Хуме Абедин који је ове поруке слао 15-годишњакињи из Северне Каролине, на лаптопу који припада Винеру су откривени имејлови повезани с Клинтониним приватним сервером. Коми је 6. новембра 2016. известио Конгрес да ФБИ није променио своју неослобађајућу одлуку у вези са имејл контроверзом донесену у јулу исте године.‍‍ Овај потез Џејмса Комија је Хилари Клинтон касније навела као кључни фактор због којег је изгубила изборе 2016.‍‍

## Фондација Клинтонових и држање говора
Када је Хилари Клинтон напустила Стејт департмент, она по први пут постаје приватно лице после тридесет година.‍‍ 2013. године се заједно с ћерком придружује мужу у раду с фондацијом која носи име Фондација Била, Хилари и Челси Клинтон (енгл. Bill, Hillary & Chelsea Clinton Foundation).‍‍ Овде се фокусира на напоре развоја у раном детињству, укључујући се у иницијативу под именом Сувише мали за неуспех (енгл. Too Small to Fail) те 600 милиона долара вредну иницијативу која је требало да подстакне упис девојака у средње школе широм света и коју је предводила бивша аустралијска премијерка Џулија Ајлин Гилард.‍‍‍‍
Хилари Клинтон је такође водила пројекат Нема плафона: Пројекат пуног учешћа (енгл. No Ceilings: The Full Participation Project), у ком је учествовала партнерска Фондација Бил и Мелинда Гејтс (енгл. Bill & Melinda Gates Foundation) и у ком су се прикупљали и проучавали подаци о напредовању жена и девојака широм света још од времена конференције у Пекингу 1995. године;‍‍ у извештају из марта 2015. године, речено је следеће: „Никад није било бољег времена у историји да се роди као жена... (...) ... ови подацу показују само колико далеко морамо још да идемо.”‍‍ Фондација је почела прихватати нове донације од страних влада, што је престало да се ради док је Клинтонова била у служби државне секретарке.‍‍ Међутим, иако је Фондација Клинтонових престала да прима све донације од страних влада, наставила је да узима велике своте новца у форми донација страних грађана који су понекад и били повезани са својим владама.‍‍
Клинтонова почиње с радом на другом издању својих мемоара те држи говоре у круговима где бива плаћена.‍‍ Прима 200.000—225.000 долара по једном ангажману, често стојећи испред фирми с Вол стрита или говорећи на пословним конвенцијама.‍‍‍‍ И даље држи неке неплаћене говоре у име фондације.‍‍ За петнаест протеклих месеци гледајући март 2015. године као последњи, Клинтонова је само од својих говора зарадила преко 11 милиона долара, а ако се ту укључе и говори њеног мужа Била Клинтона — сума се пење на преко чак 25 милиона долара.‍‍ У укупном периоду од 2007. до 2014. године Клинтонови су зарадили скоро 141 милион долара, платили су око 56 милиона за федералне и државне порезе, те донирали око 15 милиона у хуманитарне сврхе.‍‍ Тежина Хилари Клинтон у 2015. години процењије се на 30 милиона долара, односно 45—43 милиона с богатством њеног мужа Била.‍‍
Клинтонова подноси оставку у фондацијском одбору априла 2015. године, када започиње своју председничку кампању, а због тога фондација одлучује да ће прихватати нове стране владине донације од само шест западњачких нација.‍‍

## Председничка кампања 2016.
Хилари Клинтон је 12. априла 2015. године званично објавила своју кандидатуру за Председничке изборе у Сједињеним Америчким Државама 2016. године.‍‍ Да је била изабрана, постала би друга најстарија особа која је била председник у америчкој историји (након Роналда Регана),‍‍ и то с навршених 69 година и 86 дана.
Већ је све било спремно за покретање кампање, укључујући широку мрежу донатора и искусних оперативаца, затим одборе за политичке акције — као што су „Спремни за Хилари” (енгл. Ready for Hillary) и „Америчка акција за приоритете” (енгл. Priorities USA Action) —, те друге неопходне инфраструктуре.‍‍ Седиште за вођење кампање смештено је у њујоршки боро Бруклин.‍‍ Циљеви Хиларине кампање укључују повећање доходака за средњу класу, успостављање универзалног предшколског образовања и чињење истог више доступним, те унапређивање Акта о доступној нези.‍‍‍‍ У почетку сматрана превисоким фаворитом за победу на демократским номинацијама,‍‍ Клинтонова се суочила с неочекивано великим изазовом који је пред њу поставио демократскосоцијалистички сенатор Бернард „Берни” Сандерс из Вермонта, чији је дугогодишњи став против утицаја корпорација и богатих у америчкој политици одјекнуо испливавањем великог броја незадовољног грађанства узнемиреног ефектима неуравнотежености дохода у Сједињеним Америчким Државама, и који се косио с Клинтониним везама с Вол стрита.‍‍‍‍
У америчкој савезној држави Ајови у раздобљу од 26. до 29. јануара 2016. године спроведена је анкета како би се одредили кандидати за Демократску и Републиканску странку САД. Везано за демократе, подаци показују да је Клинтонова изнад Бернарда Сандерса с 45% наспрам 42%, док бивши гувернер Мериленда Мартин О’Мали има само три процента. Код републиканаца, подаци анкете говоре да Доналд Трамп ужива подршку 28% гласова клуба посланика, наспрам 23% за Теда Круза, 15% којих је припало сенатору Марку Рубију са Флориде, те 10% гласова које је добио бивши неурохирург Бен Карсон.‍‍‍‍
На почетку ’такмичења’ односно страначким изборима (тзв. сезона примара), на демократском кокусу у Ајови одржаном 1. фебруара 2016. године, Клинтонова побеђује најтешњом победом у демократским кокусима које је ова савезна земља икада имала: разлика је била само две десетине процента, а губитник све више популарни Берни Сандерс.‍‍‍‍‍‍‍‍‍‍ Ово је Хилари Клинтон учинило првом женом која је победила на ајовском избору за клуб посланика.‍‍ На првим примарним изборима, одржаним 9. фебруара 2016. године у Њу Хемпширу, Клинтонова губи на важном гласању од Бернија Сандерса, и то огромном разликом.‍‍‍‍ Међутим, иако је потпуно уништена ако се у обзир узму гласови народа (за разлику од 8. јануара 2008. године када јој је Хемпшир дао велику наду, када је за длаку — на изненађење свих — победила Обаму), Клинтонова ипак — захваљујући суперделегатима — из њухемпширске битке не излази као губитник; на крају, она добија исти број делегата као и Сандерс.‍‍ Сандерс је био растућа претња на следећем такмичењу, кокусу у америчкој савезној држави Невади одржаном 20. фебруара 2016. године,‍‍ али Клинтонова је — потпомогнута вођењем кампање последњих дана међу радницима казина — успела да победи петопостотном разликом.‍‍ Ово је попраћено веома убедљивом победом која је уследела седам дана после, у Јужној Каролини; Сандерс је изгубио резултатом 73,5% — 26%.‍‍‍‍‍‍‍‍‍‍ Ове две последње победе стабилизовале су кампању Хилари Клинтон и показале да су превирања у руководству која су наштетила покушају из 2008. године сада успешно избегнута.‍‍
„Супер уторак” је одржан 1. марта 2016. године. Хилари Клинтон је остварила победу у седам од једанаест држава, укључујући низ доминантних победа на југу САД (као што је Јужна Каролина), с тим да су победе дошле захваљујући великом броју Афроамериканаца; остварена је и значајна предност у делегатима у односу на Бернија Сандерса.‍‍ Ово вођство у броју делегата одржала је и у уследелим изборним такмичењима односно у неколико следећих примара, с доследним обрасцем у коме Сандерс пролази боље међу млађим, ’бељим’, руралнијим и либералнијим гласачима те у државама у којима се страначки избори односно квалификовање на истим омогућава и независним кандидатима, док Клинтонова углавном добија подршку од старије и разноврсније гласачке популације те у државама у којима на страначким изборима учествују искључиво регистроване демократе.‍‍‍‍‍‍
До 5. јуна 2016. године, освојила је довољно загарантованих делегата и подржавајућих суперделегата да би је медији прогласили ’претпостављеним кандидатом’ (енгл. presumptive nominee).‍‍ Два дана после, након одношења неколико победа у државама у финалној главној фази примара, Клинтонова је одржала победнички митинг у Бруклину на ком је постала прва жена која је стекла статус претпостављеног кандидата за велику америчку политичку партију.‍‍‍‍ До краја кампање, Клинтонова је освојила 2.219 загарантованих делегата наспрам Сандерсових 1.832, с процењеним бројем суперделегата на 594 наспрам Сандерсових 47.‍‍ Добила је скоро 17 милиона гласова током процеса номинација, док је Сандерс имао око 13 милиона гласова.‍‍
Хилари Клинтон је формално номинована на Демократској националној конвенцији 2016. у Филаделфији (Пенсилванија, САД), 26. јула 2016. године, поставши прва жена коју је једна велика америчка политичка партија номиновала за председника.‍‍ Њен избор потпредседничког кандидата демократа, Тим Кејн (сенатор САД из Вирџиније од 13. јануара 2013. године), конвенцијом је номинован следећег дана.‍‍ Њени противници на општим изборима су били републикански представник Доналд Трамп, либертаријански представник Гери Џонсон и представник Зелене партије Џил Стајн.
Клинтонова држи значајно вођство у националним анкетама у односу на Трампа већи део 2016. године. Почетком јула, Трамп и Клинтонова су били изједначени у великим анкетама након закључивања ФБИ-јеве истраге њене имејл контроверзе.‍‍ Директор ФБИ-ја Џејмс Коми закључио је да је Клинтонова била „изузетно непажљива” при руковању поверљивим владиним материјалом.‍‍‍‍ Крајем јула, Трамп је стекао своје прво вођство над Клинтоновом у великим анкетама након 3/4 постотног конвенцијског скока на Републиканској националној конвенцији, баш онолико колико је и просечан скок на конвенцијама од 2004. године, мада је према историјским стандардима скок требало да буде ипак нешто већи.‍‍‍‍ Након Клинтониног конвенцијског скока од 7 процената (поена) на Демократској националној конвенцији, она је почетком августа повратила значајну предност у националним анкетама.‍‍‍‍
Да је била изабрана, Хилари Клинтон би постала прва председница САД. Међутим, 8. новембра на Председничким изборима у САД 2016. победио је републикански кандидат Доналд Трамп.‍‍ Поподне 8. децембра по средњоевропском времену, стајало је да Трамп има 306 гласова а Клинтонова 232 гласа Електорског колегијума САД.‍‍‍‍ (Кандидату треба 270 гласова електорског колегијума у САД да би победио.) Доналд Трамп је изборе добио са 46,09% бирачког тела (62.984.825 гласова), док је Хилари Клинтон добила 48,18% гласова бирачког тела (65.853.516 гласова). [званични подаци FEC од 30. 1. 2017.]‍‍ Прекидајући традицију, Клинтонова није одржала постизборни говор када су објављени коначни резултати гласања; одлучила је да сачека до сутрашњег дана. Председник њене кампање, Џон Подеста, рекао је 9. новембра да уместо што чекају овај говор људи треба да иду кући и спавају; такође је рекао: „Нећемо да кажемо више ништа вечерас.” Клинтонова је тог дана назвала Трампа да му призна и честита његову изборну победу.‍‍
Следећег јутра, Клинтонова је одржала јавни говор у којем је показала како је тешко поднела губитак; следећим речима је позвала своје присталице да прихвате Трампа као председника: „Дугујемо му пријемчивост и шансу да води.”‍‍ Иако је Клинтонова изгубила на изборима добивши 74 електора мање него Трамп (306), месец након избора имала је 2,7 милиона гласова народа више  (а преостало је још много гласова за пребројати).‍‍ Пети је поражени председнички кандидат који је победио на општем гласању али изгубио на електорском.‍‍
Дана 19. децембра 2016. године, када су електори формално гласали, Клинтонова је изгубила пет од првобитна 232 гласа због електора који су издали поверење; три њена вашингтонска гласа су отишла за Колина Пауела, један је отишао за Фејт Спотед Игла и један са Хаваја за Бернија Сандерса.‍‍
Изборна мапа у Сједињеним Америчким Државама након избора 2016. преобликована је у значајној мери.‍‍ Доналд Трамп је много гласова добио у руралним деловима САД, што му је највише помогло да порази Хилари Клинтон и њене урбане присталице. Трампу је највећа подршка дошла из држава на индустријском Средњем западу, где већинску популацију чине белци без вишег средњошколског образовања. Клинтновој су више гласова дали људи из великих метрополитенских подручја, док су они из мањих градова — поготово у индустријском срцу САД — одлучно били против ње. На крају је Трамп прешао праг од 270 гласова електорског колегијума мењајући страначку опредељеност у неколико држава које је председник Обама освојио 2008. и 2012. године, укључујући Ајову, Флориду, Охајо, Пенсилванију и Висконсин.‍‍
Највећи губитник избора 2016. године били су мејнстрим медији који су покушавали да прикрију неке скандале и преваре Хилари Клинтон; с друге стране, међу победнике се поред Доналда Трампа могу сврстати друштвене мреже и Џулијан Асанж.‍‍ Такође, Обамакер (енгл. Obamacare), односно Акт о доступној нези (енгл. Affordable Care Act, ACA) који је Клинтонова подржавала, након победе републиканаца могао би да постане прошлост.‍‍
Након губитка на изборима 2016, Клинтонова се у 2017. години одлучила фокусирати да поново буде — како је сама рекла — „грађанин-активиста и део отпора”.‍‍

### Накнадне активности
Хилари Клинтон (као бивша прва дама) и њен муж Бил Клинтон (као бивши председник), са ћерком Челси, присуствовали су председничкој инаугурацији Доналда Трампа. У јутро инаугурације Клинтонова је на свом Твитер налогу написала: „Овде сам у част наше демократије и њене трајне вредности, никада нећу да престанем веровати у нашу земљу и њену будућност.”‍‍
Дана 17. марта 2017. године, Клинтонова је за Дан светог Патрика одржала говор у Скрантону (Пенсилванија). По питању извештавања о томе како је виђена да се шета у шуми код Чапакве након губитка на председничким изборима,‍‍‍‍ објаснила је како је спремна да „изађе из шуме” и постане поново политички активна.‍‍
У априлу 2017, коментарисала је како се више неће поново интересовати за јавну функцију.‍‍
Дана 15. маја 2017, открила је 501c4 покрет Напред заједно (енгл. Onward Together) — који заправо представља нови политички акциони комитет, за који је она сама у неколико твитова и имејлу написала да је „посвећен унапређивању прогресивне визије која је освојила скоро 66 милиона гласова на последњим изборима”.‍‍
Дана 5. јуна 2017. године, појавила се у Омладинском програму Елајџе Камингса и осудила недавни напад у возу у Портланду: „Када насиље мотивисано мржњом из[,] Портланда, Орегон, до Колеџ Парка, узме животе младих Американаца, мисија овог програма за ширење толеранције је потребнија него икад.”‍‍ Девет дана после, након пуцњаве на конгресном бејзболу, написала је следећи твит: „2 стране сутра излазе на терен, али ми смо ултимативно за један тим. Моје мисли су са члановима Конгреса, особљем и херојском полицијом.”‍‍
Такође, Клинтонова је за јесен 2017. најавила излазак мемоара на тему последњих избора; издавач је Сајмон и Шустер.‍‍ Трећи мемоари Хилари Клинтон (What Happened, досл. „Шта се десило”) изашли су 12. септембра 2017.‍‍‍‍ и током прве седмице од издавања продали су се у 300.000 примерака‍‍‍‍‍‍ (до поткрај 2017. продато је скоро пола милиона копија тврдог повеза).‍‍‍‍
Исто тако у фебруару 2017. објављено је да се улажу напори да се Клинтонина књига из 1996. (It Takes a Village) изда као илустрована дечја публикација.‍‍ Марла Фрејзи, двострука добитница Калдекотове медаље, одабрана је за илустратора сликовнице.‍‍ Клинтонова је радила заједно са Фрејзијевом током своје председничке кампање 2016.‍‍ На крају је дошло до издавања на исти дан као и What Happened.‍‍‍‍ Књига има за циљ информисање деце предшколског узраста, с тим да ће неке поруке боље да разумеју одрасли.‍‍
У октобру 2018, Хилари и Бил Клинтон објавили су да је у плану турнеја говора у разним градовима САД и Канаде (13 градова, у периоду новембар 2018. — мај 2019).‍‍ Клинтонова је 10. октобра 2018. добила почасни докторат правних наука (LLD) на Краљичином универзитету Белфаст (Витла Хол), након што је одржала говор о Северној Ирској и утицајима Брегзита на Витла Хол у Белфасту.‍‍
Пакет у којем је била бомба с тубом послат је 24. октобра 2018. на адресу дома Клинтонових у Вашинготну. Пресрела га је Тајна служба САД. Слични пакети су слати и ка неколико других релевантних демократских политичара и Си-Ен-Ену.‍‍‍‍
Дана 4. марта 2019. године, Клинтонова је у интервјуу рекла да неће да уђе у председничку трку 2020.‍‍
На свом званичном Фејсбук профилу, Хилари Клинтон је 8. септембра 2019. године објавила да је дечја илустрована књига Grandma's Gardens (Бакини вртови) у припреми; књигу од 40 страница, намењену примарно за узраст 4—8 година али с назнаком вишегенерацијске, радила је у коауторству са својом ћерком Челси Клинтон.‍‍ Издавање је заказано за 31. март 2020. године (Пенгвин рандом хаус).‍‍ На исти начин је 26. септембра 2019. обзнанила да се може извршити преднаруџба њене и Челсијине нове књиге Gutsy Women (Храбре жене), која излази 1. октобра 2019. у издању Сајмон и Шустера.‍‍

### Коментари о председнику Трампу
Клинтонова је 27. фебруара 2017. године позвала председника Трампа поводом Пјуринтоновог убиства двојице Индијаца у Олејтеу (Канзас).‍‍ 6. априла, као одговор на Хемијски напад у Кан Шајкуну, Клинтонова је рекла да би САД требало да уништи узлетишта Башара ел Асада и тиме га „спречи од могућности коришћења истих за бомбардовање невиних људи и испуштање гаса сарина на њих”.‍‍ 2. маја, Клинтонова је рекла да Трампова употреба Твитера „не пали” што се тиче провођења важних преговора и да Северна Кореја не би требало да се пита око напуштања „ширег стратешког оквира за добијање Кине, Јапана, Русије, Јужне Кореје, да се стави нека врста притиска на режим који ће их коначно довести до преговарачког стола с неком врстом реалистичног проспекта за промену”.‍‍ Током уводног говора на колеџу Велсли који је одржала 26. маја, Клинтонова је изјавила да је Трампов предлог буџета за 2018. „превара” за смањено финансирање домаћих програма.‍‍ На Рикодовој кодној конференцији (енгл. Recode's Code Conference) 31. маја, сугерисала је да је Трампов некомплетни твит од ранијег дана био „скривена порука Русима”.‍‍ Наредног дана, након што је председник Трамп објавио повлачење САД из Париског споразума, Клинтонова је твитовала како је ово била „историјска грешка”.‍‍
Дана 24. марта 2017. године, након одлагања конгресног гласања за укидање Акта о приступачној нези, Клинтонова је дан означила као „победу за 24.000.000 људи на ризику губитка свог здравственог осигурања” и упозорила на текућу битку за одржавање покрића.‍‍ Амерички акт о здравственој нези (енгл. American Health Care Act) назвала је „катастрофалним”, током говора у Сан Франциску одржаног четири дана касније.‍‍ 4. маја, након што је Дом једва усвојио овај акт, она га је окарактерисала као „сраман неуспех политике и морала GOP”.‍‍ 23. јуна, дан након што су сенатски републиканци открили нацрт своје легислативе здравствене реформе, Клинтонова је објавила твит: „Ово је критични моменат око одабира људи а не политике. Огласите се против овог акта.”‍‍

## Политичке позиције
Неколико организација покушало је да „измери” политичку позицију Хилари Клинтон у политичком спектру и научним методама, користећи њене гласове из Сената САД. Студије Националног часописа (енгл. National&nbsp;Journal) које су у обзир узимале гласове прозивки, Клинтонову су прогласиле 30. у политичком спектру, у односу на Сенат САД у то време, где је скала таква да број 1 означава најлибералнијег сенатора, а број 100 оног најконзервативнијег.‍‍ Каснија истраживања која је спровео Национални часопис поставила су Хилари Клинтон на 32. место за најлибералнијег сенатора 2006. године и 16. место за најлибералнијег сенатора 2007. године.‍‍ 2004. године — анализом политичких научника Џошуе Д. Клинтона са Универзитета Принстон те Сајмона Џекмана и Дага Риверса са Универзитета Станфорд — дошло се до закључка да је Клинтонова 6, 7. или 8. најлибералнији сенатор односно сенаторка.‍‍ Алманах америчке политике (енгл. The Almanac of American Politics), уредника Мајкла Д. Бароуна и Ричарда Е. Коена, оцењује Клинтонине гласове од 2003. до 2006. године као либералне или конзервативне, с највишим рејтингом од 100 и то у три области: економска, социјална и страна. Оцене израђене да представе просек за четири године биле су следеће: економска област = 75 либералност, 23 конзервативност; социјална област = 83 либералност, 6 конзервативност; страна област = 66 либералност, 30 конзервативност; укупан просек: 75 либералност, 20 конзервативност.‍‍ Према Фајв терти ејтовој (енгл. FiveThirtyEight) мери политичке идеологије, „Клинтонова је била један од најлибералнијих чланова током свог времена у Сенату [САД]”.‍‍
Многе организације такође су покушале да дају новије процене за Клинтонову, када је она 2015. године поново ушла у изборну политику. Према њеним наведеним позицијама од 1990-их до данас, непрофитна америчка организација „О проблемима” (енгл. On the Issues) сместила је Хилари Клинтон у свој регион „либерала левице”, на дводимензионалној мрежи социјалних и економских идеологија, с друштвеним резултатом од 80 на скали која иде од 0 (више ограничавајуће становиште) до 100 (мање владино становиште) и економским резултатом од 10 на скали која иде од 0 (више ограничавајуће становиште) до 100 (мање владино становиште).‍‍ Организација „Краудпак” (енгл. Crowdpac), која се бави сакупљањем података о доприносима у кампањама, добијеним гласовима и одржаним говорима, Клинтоновој је дала рејтинг од 6,5Л, на једнодимензионалној скали с највећом левом вредношћу од 10Л (најлибералнији) и највећом десном вредношћу 10К (најконзервативнији).‍‍ „Политички компас” (енгл. Political Compass), који за циљ има осликавање идеолошких процена сагледавајући ширу слику од оне на којој се америчка политика углавном базира, Клинтонине политичке позиције везано за председнички изборни циклус 2016. године на дводимензионалној мрежи оценио је са +7,0 (на скали економске политике која иде од −10 на левој страни до +10 на десној), те са +4,0 (на скали ауторитативности која иде од либертаријанског −10 до ауторитативног +10).‍‍ Током 2008. године, имала је просек ’либералног квоцијента’ од 90 процената од „Американаца за демократску акцију” (енгл. Americans for Democratic Action)‍‍ те просечну оцену 8 процената од „Америчке конзервативне уније” (енгл. American Conservative Union).‍‍ У Галуповој анкети проведеној маја 2005. године, 54% испитаника сматрало је Клинтонову либералном, 30% сматрало ју је умереном, а 9% је било становишта да је Хилари Клинтон конзервативна.‍‍
Марта 2016. године Клинтонова је изнела детаљан економски план, који је Њујорк тајмс назвао „оптимистичним” и „опсежним”.‍‍ Заснивајући своју економску филозофију на инклузивном капитализму, Клинтонова је предложила „клоубек” (енгл. clawback) којим би се укинуле пореске олакшице и други бенефити за компаније које своје послове воде у иностранству; пружање подстицаја за компаније које деле свој профит са запосленицима, заједницом и околином, уместо фокусирања на краткорочном профиту да би се повећала вредност на берзи и деоничари остварили зараду; повећање колективних преговарачких права; те увођење „излазне таксе” (енгл. exit tax) за компаније које своја седишта премештају ван Америке да би се плаћала мања порезна стопа у иностранству.‍‍ Клинтонова се тренутно ’супротставља’ Транспацифичком партнерству, иако је исто претходно као државна секретарка описивала као „златни стандард”‍‍ трговинских уговора и јавно похвалила укупно 45 пута.‍‍‍‍ Подржава Извозно-увозну банку САД и става је да „било који трговински договор мора да произведе радна места, повећа наднице, повећа просперитет и заштити нашу безбедност”.‍‍‍‍ Као сенаторка (2001—2009), њени ставови по питању трговине су се мењали од случаја до случаја, гласала је за неке трговинске уговоре а за неке не.‍‍
Узимајући у обзир стање неограничених прихода за кампању након Одлуке Ситизенс јунајтеда (енгл. Citizens United decision) Врховног суда САД, Клинтонова је позвала на уставни амандман да се ограничи „неодговорни новац” (енгл. unaccountable money) у политици.‍‍ Јула 2016. године, она се ’предала’ увођењу америчког уставног амандмана који би резултовао поништавањем Одлуке Ситизенс јунајтеда из 2010. године.‍‍‍‍ У Њујорк тајмсу је 7. децембра 2015. године представила своје детаљне планове за регулисање финансијских и сличних активности на Вол стриту.‍‍
Клинтонова је прихватила научно мишљење о климатским променама (енгл. scientific opinion on climate change), подржала кеп-енд-трејд‍‍ и супротставила се нафтном Кистоун икс-ел цевоводу (енгл. Keystone XL pipeline).‍‍
Подржала је једнако плаћање једнаке количине рада, истичући мањкавости по питању тога колико су жене у односу на мушкарце плаћене да ураде исти посао.‍‍ Клинтонова се експлицитно фокусирала на породичне проблеме и подржала универзално предшколско образовање (енгл. universal preschool).‍‍ Залагала се за повећавање пореза богатима, укључујући „фершер доплату” (енгл. fair share surcharge), што би представљало средства за финансирање одређених трошкова које помиње у свом предложеном програму.‍‍
Клинтонова је подржала Акт о доступној нези (енгл. Affordable Care Act)‍‍ и додала би „јавну опцију” (енгл. public option) којом би се борила против приватних осигураника и којом би омогућила људима од „50 или 55 и више” година да купују унутар Медикера (енгл. Medicare).‍‍‍‍
Што се тиче ЛГБТ права, подржала је право на истополни брак.‍‍ Клинтонова је први пут изразила подршку за национално право на истополни брак 2013. године; године 2000, била је генерално против унија као што је ова, док је 2006. године рекла само да ће подржати одлуку државе да се дозволе истополни бракови.‍‍ Године 2000, постала је прва прва дама која је марширала на ЛГБТ паради поноса.‍‍ Године 2016, постала је први председнички кандидат велике партије који је написао op-ed за један ЛГБТ лист — Филаделфија геј њуз (енгл. Philadelphia Gay News).‍‍
Клинтонова је држала да је дозвољавање да илегална имиграција представља пут до држављанства „у суштини породични проблем”‍‍ и изразила подршку Обамином програму Одложена акција за родитељску одговорност (енгл. Deferred Action for Parental Accountability, DAPA), којим би се дозволило да око пет милиона непријављених имиграната стекне право на одлагање депортације и овлашћење за легалан рад у Сједињеним Америчким Државама.‍‍‍‍ Супротставила се и у негативном светлу критиковала Трампов позив да се муслиманима привремено забрани улазак у Сједињене Америчке Државе.‍‍
Клинтонова је изразила подршку за образовну иницијативу „Заједничко језгро”.‍‍ Она поводом овога изјавила следеће: „Када мислим о заиста несрећном аргументу који се ’потезао’ око Заједничког језгра, веома је болно, јер Заједничко језгро је отпочето као двостраначки напор — било је заправо нестраначки [напор]. Није било политизовано... Тако је Ајова имала систем тестирања заснован на основном наставном плану јако дуго времена, и [говорећи Ајовљанима] ви видите вредност тога. Ви разумете зашто вам то помаже да организујете цео свој образовни систем. И много држава, нажалост, то није имало, те тако не разумеју вредност ’језгра’[,] у овом смислу Заједничког језгра.”‍‍‍‍
Што се тиче спољних послова, Клинтонова је октобра 2002. године гласала у корист Овлашћења употребе војне силе против Ирака (енгл. Authorization for Use of Military Force Against Iraq),‍‍ што је био глас за који се касније ’покајала’.‍‍ Заговарала је 2012. године наоружавање побуњеничких бораца у Сирији и позивала на смењивање сиријског председника Башара ел Асада.‍‍ Подржала је 1999. године НАТО бомбардовање СР Југославије те 2011. године НАТО интервенцију САД у Либији да се свргне бивши либијски вођа Муамер ел Гадафи.‍‍‍‍ Клинтонова подржава очување америчког утицаја на Блиском истоку.‍‍ Изјавила је за Америчко-израелски комитет за спољне послове (енгл. American Israel Public Affairs Committee, AIPAC) да „Америка никада не може да буде неутрална по питању израелске сигурности и преживљавања”.‍‍ Клинтонова је изразила подршку за израелско право на одбрану током Рата у Либану 2006. и Сукоба Израел—Газа 2014.‍‍‍‍
Године 2000, Хилари Клинтон је водила радикалну политику: залагала се за укидање Електорског колегијума САД (енгл. U.S. Electoral College)‍‍ и обећала да ће дати подршку легислативи којом би се постојање истог учинило прошлошћу; ово би за резултат имало директан процес избора председника САД.‍‍‍‍

## Религијски погледи
Хилари Клинтон је била дугогодишња методистикња; посећивала је много цркава током свог живота (све припадају Уједињеној методистичкој цркви):
- Прва Уједињена методистичка црква у Парк Риџу — док је била веома млада,
- Прва Уједињена методистичка црква у Литл Року — док је била у Арканзасу,
- Ливничка Уједињена методистичка црква у Вашингтону — док је била прва дама САД,
- Метрополитанска заједница Уједињене методистичке цркве у Њујорку — тренутно конгрегант.

О својој религијској припадности је говорила 2014. године на црквеном скупу Уједињених методисткиња (енгл. United Methodist Women, UMW) у Међународном конвенцијском центру Кентаки (енгл. Kentucky International Convention Center) у Луивилу (Кентаки, САД).‍‍ Међутим, ретко је причала о својој вери током вођења кампања.‍‍‍‍ Џејмс Макинтајер из магазина Кришчанити тудеј (енгл. Christianity Today) написао је да је њена хришћанска вера „неоспорно јака” и упоредио је њену ’спонтану’ али „веома стварну” веру са оном нове британске премијерке Терезе Меј.‍‍ Клинтонина пријатељица Лиса Маскатин сугерисала је да је Клинтонова ретко причала о вери можда због тога што је вера мотивисала веома дубоко.‍‍
Почетком 2016. године, објављена је Пјуова (енгл. Pew Research Center) анкета; показало се да преко 4 од 10 Американаца верује да Хилари Клинтон није много религиозна. Она је те године отворено говорила о свом хришћанству неколико пута, на пример дискутујући о важности тога да се нечији сусед воли као и свој, да се помажу сиромашни и да се „стварају прилике за друге да се [и они] ’подигну’”.‍‍ Клинтонова је такође изразила разочарење што је „хришћанство, које има тако велику љубав у својој сржи, понекад коришћено да се осуђује тако брзо и суди тако грубо”.‍‍
Професор Пол Кенгор, аутор дела Бог и Хилари Клинтон: Духовни живот (енгл. God and Hillary Clinton: A Spiritual Life), сугерисао је да су Клинтонине политичке позиције укорењене у њену веру. Хилари Клинтон често изговара апокрифну максиму која се приписује Џону Веслију: „Учините све добро које можете, свим средствима којима можете, на све начине којима можете.”‍‍ Заправо, Клинтонова је понављала ову изреку у свом јавном говору на Демократској националној конвенцији 2016; тада је рекла да се њена мајка Дороти „побринула да [она] научи [те] речи из [њихове] методистичке вере”.‍‍

## Књижевна дела и други радови
Као прва дама Сједињених Америчких Држава, Хилари Клинтон је од 1995. до 2000. године имала своју колумну у недељним дистрибутивним синдикатским новинама под називом Talking It Over.‍‍‍‍ Ту се фокусирала на своја искуства и искуства жена, деце и породица које је упознала на својим путовањима кроз свет.‍‍
Хилари Клинтон је 1996. године представила своју визију за децу Америке у књизи It Takes a Village: And Other Lessons Children Teach Us. Књига је доспела на бестселер листу часописа Њујорк тајмса, а Клинтонова 1997. године добија награду Греми за Најбољи албум изговорених речи (енгл. Grammy Award for Best Spoken Word Album) за књигу снимљену у аудио-формату.‍‍ Прва је прва дама која је освојила награду Греми.‍‍
Остале књиге које је објавила док је била прва дама укључују дела као што су: Dear Socks, Dear Buddy: Kids' Letters to the First Pets (1998) и An Invitation to the White House: At Home with History (2000). Књигу за децу под називом Beatrice's Goat написала је 2001. године.‍‍
Хилари Клинтон 2003. године у књизи Living History објављује аутобиографију на 562 странице, за што јој је издавач Simon & Schuster платио скоро па рекордних 8 милиона долара, и то само као аванс.‍‍ Књига је моментално оборила рекорд продаје за нефикцијски рад, у првих недељу дана;‍‍ за месец дана након публикације продало се више од милион примерака,‍‍ а књига је преведена на 12 страних језика.‍‍ Аудио-снимак књиге донео је Хилари Клинтон другу номинацију за награду Греми у истој категорији као и за It Takes a Village: And Other Lessons Children Teach Us из 1996. односно 1997. године када је освојила награду.‍‍
Хилари Клинтон је 2014. године објавила своје друге по реду мемоаре —  — чија је тематика усредсређена на време њеног мандата државне секретарке. До јула 2015. године продала је око 280.000 копија.‍‍‍‍
Године 2016, Хилари Клинтон је са Тимом Кејном — потпредседнички кандидат из њене странке — објавила књигу Stronger Together, у којој је изнела своју визију за Сједињене Америчке Државе коју је желела спровести у дело да је изабрана за председницу на изборима 2016.‍‍
Године 2021, Хилари Клинтон је са Луизом Пени — канадска ауторка мистичних романа и списатељка — објавила књигу State of Terror, која је политичко-мистичног жанра и у здруженом издању Сајмон и Шустер / Сент Мартинс прес.‍‍‍
Књига Something Lost, Something Gained: Reflections on Life, Love, and Liberty објављена је 2024. године (издавач Simon & Schuster).‍‍

## Културна и политичка слика
Преко 100 књига или научних радова написано је од стране или о Хилари Родам Клинтон, из много перспектива. Анкета из 2006. године коју је спровео New York Observer, разоткрила је „виртуелну индустрију кућне радиности” која је производила „антиклинтонску литературу”,‍‍ коју је покретао Regnery Publishing заједно с другим конзервативистичким издавачким кућама;‍‍ наслови као што су Madame Hillary: The Dark Road to the White House, Hillary's Scheme: Inside the Next Clinton's Ruthless Agenda to Take the White House и Can She Be Stopped?&nbsp;:&nbsp;Hillary Clinton Will Be the Next President of the United States Unless... истичу се међу гомилом сличних садржаја који проналазе све негативно у раду бивше америчке секретарке. Књиге које су Клинтонову хвалиле нису се продавале ни близу као претходно поменуте‍‍ (не укључујући мемоаре које је писала она или њен муж). Када је ушла у трку за Сенат САД 2000. године, ниче велики број донаторских група — као што је то „Спасимо наш сенат” (енгл. Save Our Senate)‍‍ или „Хитни одбор за заустављање Хилари Родам Клинтон”‍‍ — којима је било у циљу да онемогуће Хилари Клинтон у њеном деловању.‍‍ Амерички новинар и писац Дон Ван Ната млађи пронашао је да су републиканске и конзервативистичке групе гледале на Клинтонову као на позданог „бугимена” (енгл. bogeyman) ког ће помињати у писмима о прикупљањима средстава,‍‍ у рангу с Тедом Кенедијем и еквивалентно с демократским и либералистичким жалбама у којима се помиње и „каља” републиканац Њутон Лерој „Њут” Гингрич.‍‍
Хилари Клинтон је такође била представљана у медијима и популарној култури из широког спектра различитих перспектива. Писац Њујорк тајмса Тод С. Пердум је 1995. године окарактеризовао Хилари Клинтон као Роршахов тест,‍‍ а процена је одјекнула у то време захваљујући феминистичкој активисткињи и списатељки Бети Фридан која је рекла: „Покривеност Хилари Клинтон је масивни Роршахов тест еволуције жене у нашем друштву.”‍‍ Хилари Клинтон је била предмет многих сатиричких пародија у вези са шоуом Saturday Night Live, њеним почетком као прве даме; она се у шоу-програму појавила лично, 2008. и 2015. године, како би се „суочила” са својим допелгенгерима лице-у-лице.‍‍‍‍
Хилари Клинтон је често описивана у популарним медијима као поларизујућа личност, док су неки пак били дијаметрално супротног мишљења.‍‍ Професорка политичких наука Валери Сулфаро на Универзитету Џејмс Медисон у својој студији из 2007. године користила је анкете „термометра осећаја” настале према Студијама америчких националних избора (енгл. American National Election Studies) којима се мери степен мишљења о политичким личности; такве анкете током година Хилари Родам у улози прве даме потврђују „конвенционално схватање да Хилари Клинтон јесте поларизујућа фигура”, с додатим увидом да је „утицај према гђи Клинтон као првој дами тежио [ка томе] да буде [или] веома позитиван или веома негативан, с прилично константном једном четвртином испитаника која се осећала амбивалентно или неутрално”.‍‍ Професор политичких наука са сандијешког Универзитета Калифорнија Гари Јакобсон, у својој студији партизанске поларизације (енгл. partisan polarization) из 2006. године, показао је да у анкетама спровођеним у једној по једној држави рејтинзи одобравања посла државних сенатора односно тада сенаторке Клинтонове имају четврту највећу партизанску разлику од било ког сенатора, с 50 постотном поинт разликом у одобравању између њујоршких демократа и републиканаца.‍‍
Професорка политичких наука Барбара Барел са Северноилиноиског универзитета у својој студији из 2000. године показала је да је Клинтонина галупска пожељност према бројевима који су се налазили у анкетама оштро дуж партијских линија током њеног времена у улози прве даме, са 70% до 90% демократа који је углавном виде као пожељну те само 20% до 40% републиканаца који су били истог становишта.‍‍ Професор политичких наука Чарлс Френклин са Универзитета Висконсин-Медисон анализирао је њену евиденцију рејтинга пожељности наспрам непожељности у анкетама јавног мишљења; пронашао је да је било више варијација у истима током периода Клинтонове као прве даме и година проведених искључиво у овој улози него у времену и годинама које је провела као америчка сенаторка.‍‍ Године проведене у Сенату САД одражавале су рејтинге пожељности са износима који су се вртели око 50%, док су рејтинзи непожељности били у средњем интервалу за износ 40%; Френклин је напоменуо следеће: „Ова оштра раздвојеност је, наравно, једно од више широко виђених обележја аспеката јавне слике сенаторке Клинтон.”‍‍ Професор историје Гил Трој са Универзитета Макгил назвао је своју биографију Хилари Клинтон из 2006. године Хилари Родам Клинтон: Поларизујућа прва дама (енгл. Hillary Rodham Clinton: Polarizing First Lady) и написао је да је после кампање из 1992. године „Клинтонова била поларизујућа фигура, с 42 посто [јавности] која је говорила да она долази ближе њиховом стилу и вредностима него претходне прве даме и 41 посто несагласних [оних који се с овим претходним нису слагали]”.‍‍ Трој је накнадно написао да је Клинтонова „била јединствено контроверзна и контрадикторна од кад се први пут појавила на екрану националног радара 1992.”‍‍ и да је она „наизменично фасцинирала, оптерећивала, опчињавала и запрепашћивала Американце”.‍‍
Барелине студије откриле су да су жене конзистентно давале Хилари Клинтон рејтинг пожељности већи него мушкарци, и то за око 10 посто поена током њених година у улози прве даме.‍‍ Јакобсонова студија пронашла је позитивну корелацију међу свим сенаторима женског пола и партизански поларизованог одговора.‍‍ Професорка Карин Вазби Андерсон са одсека за комуникације на Универзитету државе Колорадо описује положај прве даме као „праву локацију” (енгл. site) за америчку женскост, једну већ направљену за симболичко преговарање женског идентитета.‍‍ Тачније, Андерсонова наводи да је постојала културолошка пристрасност према традиционалним првим дамама и културолошка прохибиција против модерних првих дама; до времена Клинтонове, положај прве даме постао је поприште хетерогености и парадокса.‍‍ Барелова — као и биографи Џеф Герт и Дон Ван Ната млађи — истиче да је Клинтонова досегла своје највише нивое рејтинга одобравања као прва дама крајем 1998. године: не за професионална или политичка достигнућа ње саме, већ за виђење као жртве веома јавне невере свог мужа.‍‍‍‍ Професорка на комуникацијама Кетлин Хол Џејмисон са Универзитета Пенсилванија видела је Клинтонову као савршен егземплар за двоструку обавезаност (енгл. double bind), где јој је било веома тешко да живи и у свету каријере и за породицу истовремено, али је без обзира на то ипак „постала сурогат на ком смо ми пројектовали своје ставове о особинама које су се некада сматрале некомпатибилнима”, што је даље довело до тога да се она често нађе у различитим „безизлазним ситуацијама” где је била осуђена на пораз (енгл. no-win situations).‍‍ Медијске студије професорка Лисе Бернс са Квинипијачког универзитета откриле су да је допринос штампе често обликовао Клинтонову као примерак модерне професионалне запослене мајке и као политичког уљеза заинтересованог за узурпирање власти [само] за себе.‍‍ Професорка енглеског језика Шарлот Темплин са Индијанаполиског универзитета показала је да су политичке карикатуристе користиле разне врсте стереотипа — као што је замена полова, радикални феминистички емаскулатор и жена које муж жели да се кутарише — да портретирају Клинтонову као такву да крши родне норме полова.‍‍
Када је почела да улази у ране фазе своје председничке кампање за 2008. годину, магазин Тајм је на својој насловници објавио слику Хилари Клинтон у крупном плану, са два квадратића за одабир између „Волим је” (енгл. Love Her) и „Мрзим је” (енгл. Hate Her);‍‍ с друге стране, магазин Mother Jones насловио је свој профил Хилари „Харпи, Херој, Јерес: Хилари” (енгл. Harpy, Hero, Heretic: Hillary).‍‍ Демократски нетрутс активисти доследно су давали Хилари веома ниске рејтинге у анкетама њима пожељних кандидата,‍‍ док су опет неке конзервативне личности — као што су Брус Бартлет и Кристофер Руди — проглашавале председниковање Хилари Клинтон не тако лошим на крају крајева.‍‍‍‍ Насловница часописа The American Conservative из октобра 2007. године насловљена је „Последњи атоми снаге Хиларине мржње” (енгл. The Waning Power of Hillary Hate).‍‍ До децембра 2007. године, професорка комуникација Џејмисон посматрала је и уочила да су постојале велике количине мизогиније о Клинтоновој свеприсутне на интернету,‍‍ све до укључивања Фејсбука и других сајтова посвећеним осликавању Клинтонове у светлу у коме се она сексуално понижава.‍‍ Она је истакла, као одговор на широко распрострањене коментаре на „смех Клинтонове”,‍‍ следеће: „Ми знамо да постоји језик којим се осуђује женски говор који не постоји за мушки говор. Називамо говор жене крештавим и пискавим. А смех Хилари Клинтон био је описиван као кокодакање [гакање].”‍‍ Епитет кучка — који се приписивао Клинтоновој још од њених дана прве даме и који се могао видети код Карин Вазби Андерсон као алатка за сузбијање, против жена у америчкој политици‍‍ — извинио се нарочито током кампање и поготово на интернету (с тим да ни конвенционални медији нису били искључени).‍‍ Пратећи Клинтонин „момент гушења” (енгл. choked up moment) и повезане инциденте у залету за њухемпишрски примар јануара 2008. године, и Њујорк тајмс и Њузвик открили су да се улога пола у кампањи померила у национални политички дискурс.‍‍‍‍ Уредник (сада бивши) Њузвика Џон Елис Мичам сумирао је однос између Клинтонове и америчке јавности рекавши да су догађаји из Њу Хемпшира „... чудну истину изнели на светло [дана]: иако је Хилари Родам Клинтон била на периферији или у средини националног живота деценијама... (...) ... једна је од најпрепознатљивијих али најмање схваћених личности у Америчкој политици”.‍‍‍‍
Када је постала државна секретарка, њена слика у очима америчке јавности чинило се да се драматично побољшава; Хилари Родам Клинтон постаје једна од високо поштованих светских личности.‍‍‍‍ Добијала је доследно високе рејтинге одобравања (до 2011. године, када је њена каријера била на врхунцу, не рачунајући период Левински скандала)‍‍ с тим да су њени рејтинзи (не)пожељности током 2010. и 2011. године били највиши за једну активну, национално проминентну америчку политичку фигуру.‍‍‍‍ Интернет мим из 2012. године под именом Текстови од Хилари (енгл. Texts from Hillary) базирао се на слици Хилари Клинтон која седи у војном авиону носећи наочале и користећи мобилни телефон са замишљеним примаоцима и садржајима њених текстуалних порука. Виралну популарност је стекао међу млађим, технички стручнијим пратиоцима политике.‍‍‍‍ Клинтонова је настојала да објасни своју популарност говорећи почетком 2012. године како „... постоји одређена доследност између онога што је она и што ради...” и како „... мисли да су људи коначно рекли: ’Дакле, знаш, сада [некако] успевам да допрем до ње.’ ”.‍‍ Хилари Клинтон је наставила с добрим резултатима у „Галуповој анкети за најцењенијег мушкарца и жену” (енгл. Gallup's most admired man and woman poll), а у 2015. години Американци су је назвали „најцењенијом женом” за рекордни четрнаести пут директно и двадесети пут свеукупно гледајући.‍‍
Њени рејтинзи пожељности опали су, међутим, након што је напустила уред и поново почела да се у очима јавности трансформише у лик партијске политике.‍‍ До септембра 2015. године, с њеном председничком кампањом за 2016. иза угла и преплављеношћу вестима и извештавањима која се тичу употребе њеног приватног имејла у Стејт департменту, Клинтонини рејтинзи „пропадају” на нивое који се могу сматрати њеним најнижим нивоима популарности икада.‍‍ Током вођења кампање за 2016. годину рекла је: „Радим јогу, имам дуге шетње, волим да се дружим са својим псима.” Када је реч о музици, Хилари Клинтон каже: „Некако сам особа 1960-их.”‍‍ Током 2016. године, потврдила је следеће: „Ја нисам природни политичар, у случају да нисте приметили.”‍‍‍‍ Новинарка Индира А. Р. Лакшманан, која је увелико пратила Хилари Клинтон и као председничку кандидаткињу и као државну секретарку, верује да је Клинтонина персона била готово у потпуности различита у ове две улоге те да упркос томе што дефинитивно има политичке вештине које су потребне једном функционеру — „очигледно, међутим, нешто се изгледа деси Клинтоновој када је задатак питати људе да гласају за њу”.‍‍

## Занимљивости
- Има много надимака; медији су често помињали „Бил и Хил”, а политички противници комбиновали „Хилари” с другим речима које имају негативне конотације (нпр. „Хитлери”, „Хилдебист”, „Шилари”, „Шрилари” и сл.). Неретко се користе и иницијали (енгл. HRC).‍ Док је била државна секретарка САД, приватна имејл адреса јој је била hdr22@clintonemail.com, а кодно име у Тајној служби САД „Евергрин”.‍[н. 2]
- Није села за волан аутомобила од 1996. до 2014. године.‍‍[719]‍‍[720]‍‍[721]‍‍[722]‍‍[723]‍‍[724]
- Њени другари из средње школе дали су јој у младости епитет „особа која ће вероватно успети у животу”.‍‍[725]
- Ставља љути табаско сос на све што једе, па чак и салату.‍‍[726]‍‍[727]‍‍[728]‍‍[729]‍‍[725]
- Када је имала 12 година, послала је писмо NASA-и, упитавши како да постане астронаут, а они су јој одговорили да не примају жене.‍‍[730]‍‍[731]‍‍[732]
- Свог мачка који се зове Socks (срп. досл. „чарапе”), држала је на узици и није му дозвољавала да напушта имање Беле куће док је Бил био председник.‍‍[733]‍‍[734]
- Када је завршила службену посету Јемену као државна секретарка, улазећи у авион спотакла се и пала.‍‍[735]‍‍[736]‍‍[737]
- Док је држала говор 2014. године у Вегасу, маскирана жена ју је гађала ципелом, али се она измакла и није била погођена (слично „ескиважи” бившег председника Џорџа В. Буша).‍‍[738]‍‍[739]‍‍[740]‍‍[741]

## Изборна историја
| Избори за Сенат САД у Њујорку 2000. | Избори за Сенат САД у Њујорку 2000. | Избори за Сенат САД у Њујорку 2000. | Избори за Сенат САД у Њујорку 2000. | Избори за Сенат САД у Њујорку 2000. | Избори за Сенат САД у Њујорку 2000. |
| Странка                             | Странка                             | Кандидат                            | Гласови                             | %                                   | ± %                                 |
| ----------------------------------- | ----------------------------------- | ----------------------------------- | ----------------------------------- | ----------------------------------- | ----------------------------------- |
|                                     | Демократска                         | Хилари Родам Клинтон                | 3.747.310                           | 55,3                                | Н/Д                                 |
|                                     | Републиканска                       | Рик Лазио                           | 2.915.730                           | 43,0                                | Н/Д                                 |

| Избори за Сенат САД у Њујорку 2006. | Избори за Сенат САД у Њујорку 2006. | Избори за Сенат САД у Њујорку 2006. | Избори за Сенат САД у Њујорку 2006. | Избори за Сенат САД у Њујорку 2006. | Избори за Сенат САД у Њујорку 2006. |
| Странка                             | Странка                             | Кандидат                            | Гласови                             | %                                   | ± %                                 |
| ----------------------------------- | ----------------------------------- | ----------------------------------- | ----------------------------------- | ----------------------------------- | ----------------------------------- |
|                                     | Демократска                         | Хилари Родам Клинтон                | 3.008.428                           | 67,0                                | + 11,7                              |
|                                     | Републиканска                       | Џон Спенсер                         | 1.392.189                           | 31,0                                | − 12,0                              |

| Странка | Странка     | Кандидат             | Гласови                      | %                  |
| ------- | ----------- | -------------------- | ---------------------------- | ------------------ |
|         | Демократска | Барак Хусејн Обама   | 2.272,5 делегата (33 државе) | 47,3 бирачког тела |
|         | Демократска | Хилари Родам Клинтон | 1.978,0 делегата (23 државе) | 48,0 бирачког тела |

| Странка | Странка     | Кандидат              | Гласови                      | %                  |
| ------- | ----------- | --------------------- | ---------------------------- | ------------------ |
|         | Демократска | Хилари Родам Клинтон  | 2.842,0 делегата (34 државе) | 55,2 бирачког тела |
|         | Демократска | Бернард Берни Сандерс | 1.865,0 делегата (23 државе) | 43,1 бирачког тела |

| Странка | Странка       | Кандидат             | Гласови                          | %                  |
| ------- | ------------- | -------------------- | -------------------------------- | ------------------ |
|         | Републиканска | Доналд Џон Трамп     | 304 електора (30 држава + ME-02) | 46,1 бирачког тела |
|         | Демократска   | Хилари Родам Клинтон | 227 електора (20 држава + ДК)    | 48,2 бирачког тела |

## Родословље
| \| \| \| \| \| \| \| \| \| \| \| 8. Џонатан Родам (1843—1917) Холмсајд, гр. Дарам, Енглеска \| \| \| \| \| \| \| \| \| \| \| \| \| \| \| \| \| \| \| \| \| \| \| \| \| \| \| \| \| \| \| \| \| \| \| \| \| \| \| \| \| \| \| \| \| \| \| \| \| \| \| 4. Хју Родам (1879—1965) Западни Кијо, гр. Дарам, Енглеска \| \| \| \| \| \| \| \| \| \| \| \| \| \| \| \| \| \| \| \| \| \| \| \| \| \| \| \| \| \| \| \| \| \| \| \| \| \| \| \| \| \| \| \| \| \| \| \| \| \| \| \| \| \| \| \| \| \| \| \| 9. Изабела Симпсон Бел (1849—1917) Енфилд Плејн, гр. Дарам, Енглеска \| \| \| \| \| \| \| \| \| \| \| \| \| \| \| \| \| \| \| \| \| \| \| \| \| \| \| \| \| \| \| \| \| \| \| \| \| \| \| \| \| \| \| \| \| \| \| \| \| \| \| \| \| \| \| \| \| \| \| \| 2. Хју Елсворт Родам (1911—1993) Скрантон, Пенсилванија \| \| \| \| \| \| \| \| \| \| \| \| \| \| \| \| \| \| \| \| \| \| \| \| \| \| \| \| \| \| \| \| \| \| \| \| \| \| \| \| \| \| \| \| \| \| \| \| \| \| \| \| \| \| \| \| \| \| \| \| 10. Џон Џоунс (1836—?) Велс \| \| \| \| \| \| \| \| \| \| \| \| \| \| \| \| \| \| \| \| \| \| \| \| \| \| \| \| \| \| \| \| \| \| \| \| \| \| \| \| \| \| \| \| \| \| \| \| \| \| \| \| \| \| \| \| \| \| \| \| 5. Хана Џоунс (1882—1952) Скрантон, Пенсилванија \| \| \| \| \| \| \| \| \| \| \| \| \| \| \| \| \| \| \| \| \| \| \| \| \| \| \| \| \| \| \| \| \| \| \| \| \| \| \| \| \| \| \| \| \| \| \| \| \| \| \| \| \| \| \| \| \| \| \| \| 11. Мери ? (1839—?) Велс \| \| \| \| \| \| \| \| \| \| \| \| \| \| \| \| \| \| \| \| \| \| \| \| \| \| \| \| \| \| \| \| \| \| \| \| \| \| \| \| \| \| \| \| \| \| \| \| \| \| \| \| \| \| \| \| \| \| \| \| 1. Хилари Дајана Родам (рођ. 1947) Чикаго, Илиноис \| \| \| \| \| \| \| \| \| \| \| \| \| \| \| \| \| \| \| \| \| \| \| \| \| \| \| \| \| \| \| \| \| \| \| \| \| \| \| \| \| \| \| \| \| \| \| \| \| \| \| \| \| \| \| \| \| \| \| \| 12. Едвин Џон Хауел (1867—1941) Бристол, Енглеска \| \| \| \| \| \| \| \| \| \| \| \| \| \| \| \| \| \| \| \| \| \| \| \| \| \| \| \| \| \| \| \| \| \| \| \| \| \| \| \| \| \| \| \| \| \| \| \| \| \| \| \| \| \| \| \| \| \| \| \| 6. Едвин Џон Хауел мл. (1897—1946) Елџин, Илиноис \| \| \| \| \| \| \| \| \| \| \| \| \| \| \| \| \| \| \| \| \| \| \| \| \| \| \| \| \| \| \| \| \| \| \| \| \| \| \| \| \| \| \| \| \| \| \| \| \| \| \| \| \| \| \| \| \| \| \| \| 13. Ема Џозефина Монк (1874—1940) Канада \| \| \| \| \| \| \| \| \| \| \| \| \| \| \| \| \| \| \| \| \| \| \| \| \| \| \| \| \| \| \| \| \| \| \| \| \| \| \| \| \| \| \| \| \| \| \| \| \| \| \| \| \| \| \| \| \| \| \| \| 3. Дороти Ема Хауел (1919—2011) Чикаго, Илиноис \| \| \| \| \| \| \| \| \| \| \| \| \| \| \| \| \| \| \| \| \| \| \| \| \| \| \| \| \| \| \| \| \| \| \| \| \| \| \| \| \| \| \| \| \| \| \| \| \| \| \| \| \| \| \| \| \| \| \| \| 14. Данијел Мари (1859—?) Онтарио, Канада \| \| \| \| \| \| \| \| \| \| \| \| \| \| \| \| \| \| \| \| \| \| \| \| \| \| \| \| \| \| \| \| \| \| \| \| \| \| \| \| \| \| \| \| \| \| \| \| \| \| \| \| \| \| \| \| \| \| \| \| 7. Дела Мари (1902—1960) Орора, Илиноис \| \| \| \| \| \| \| \| \| \| \| \| \| \| \| \| \| \| \| \| \| \| \| \| \| \| \| \| \| \| \| \| \| \| \| \| \| \| \| \| \| \| \| \| \| \| \| \| \| \| \| \| \| \| \| \| \| \| \| \| 15. Дилија Мартин (1861—?) Лејк Супиријор, Мичиген‍[11]‍[742] \| \| \| \| \| \| \| \| \| \| \| \| \| \| \| \| \| \| \| \| \| \| \| \| \| \| \| \| \| \| \| \| \| \| \| \| \| \| \| \| \| \| \| |                                                                      |  |  |  |  |  |  |  |  |                                                            |  |  |  |
| |                                                                      |  |  |  |  |  |  |  |  | 8. Џонатан Родам (1843—1917) Холмсајд, гр. Дарам, Енглеска |  |  |  |
| |                                                                      |  |  |  |  |  |  |  |  |                                                            |  |  |  |
| |                                                                      |  |  |  |  |  |  |  |  |                                                            |  |  |  |
| |                                                                      |  |  |  |  |  |  |  |  |                                                            |  |  |  |
| | 4. Хју Родам (1879—1965) Западни Кијо, гр. Дарам, Енглеска           |  |  |  |  |  |  |  |  |                                                            |  |  |  |
| |                                                                      |  |  |  |  |  |  |  |  |                                                            |  |  |  |
| |                                                                      |  |  |  |  |  |  |  |  |                                                            |  |  |  |
| |                                                                      |  |  |  |  |  |  |  |  |                                                            |  |  |  |
| | 9. Изабела Симпсон Бел (1849—1917) Енфилд Плејн, гр. Дарам, Енглеска |  |  |  |  |  |  |  |  |                                                            |  |  |  |
| |                                                                      |  |  |  |  |  |  |  |  |                                                            |  |  |  |
| |                                                                      |  |  |  |  |  |  |  |  |                                                            |  |  |  |
| |                                                                      |  |  |  |  |  |  |  |  |                                                            |  |  |  |
| | 2. Хју Елсворт Родам (1911—1993) Скрантон, Пенсилванија              |  |  |  |  |  |  |  |  |                                                            |  |  |  |
| |                                                                      |  |  |  |  |  |  |  |  |                                                            |  |  |  |
| |                                                                      |  |  |  |  |  |  |  |  |                                                            |  |  |  |
| |                                                                      |  |  |  |  |  |  |  |  |                                                            |  |  |  |
| | 10. Џон Џоунс (1836—?) Велс                                          |  |  |  |  |  |  |  |  |                                                            |  |  |  |
| |                                                                      |  |  |  |  |  |  |  |  |                                                            |  |  |  |
| |                                                                      |  |  |  |  |  |  |  |  |                                                            |  |  |  |
| |                                                                      |  |  |  |  |  |  |  |  |                                                            |  |  |  |
| | 5. Хана Џоунс (1882—1952) Скрантон, Пенсилванија                     |  |  |  |  |  |  |  |  |                                                            |  |  |  |
| |                                                                      |  |  |  |  |  |  |  |  |                                                            |  |  |  |
| |                                                                      |  |  |  |  |  |  |  |  |                                                            |  |  |  |
| |                                                                      |  |  |  |  |  |  |  |  |                                                            |  |  |  |
| | 11. Мери ? (1839—?) Велс                                             |  |  |  |  |  |  |  |  |                                                            |  |  |  |
| |                                                                      |  |  |  |  |  |  |  |  |                                                            |  |  |  |
| |                                                                      |  |  |  |  |  |  |  |  |                                                            |  |  |  |
| |                                                                      |  |  |  |  |  |  |  |  |                                                            |  |  |  |
| | 1. Хилари Дајана Родам (рођ. 1947) Чикаго, Илиноис                   |  |  |  |  |  |  |  |  |                                                            |  |  |  |
| |                                                                      |  |  |  |  |  |  |  |  |                                                            |  |  |  |
| |                                                                      |  |  |  |  |  |  |  |  |                                                            |  |  |  |
| |                                                                      |  |  |  |  |  |  |  |  |                                                            |  |  |  |
| | 12. Едвин Џон Хауел (1867—1941) Бристол, Енглеска                    |  |  |  |  |  |  |  |  |                                                            |  |  |  |
| |                                                                      |  |  |  |  |  |  |  |  |                                                            |  |  |  |
| |                                                                      |  |  |  |  |  |  |  |  |                                                            |  |  |  |
| |                                                                      |  |  |  |  |  |  |  |  |                                                            |  |  |  |
| | 6. Едвин Џон Хауел мл. (1897—1946) Елџин, Илиноис                    |  |  |  |  |  |  |  |  |                                                            |  |  |  |
| |                                                                      |  |  |  |  |  |  |  |  |                                                            |  |  |  |
| |                                                                      |  |  |  |  |  |  |  |  |                                                            |  |  |  |
| |                                                                      |  |  |  |  |  |  |  |  |                                                            |  |  |  |
| | 13. Ема Џозефина Монк (1874—1940) Канада                             |  |  |  |  |  |  |  |  |                                                            |  |  |  |
| |                                                                      |  |  |  |  |  |  |  |  |                                                            |  |  |  |
| |                                                                      |  |  |  |  |  |  |  |  |                                                            |  |  |  |
| |                                                                      |  |  |  |  |  |  |  |  |                                                            |  |  |  |
| | 3. Дороти Ема Хауел (1919—2011) Чикаго, Илиноис                      |  |  |  |  |  |  |  |  |                                                            |  |  |  |
| |                                                                      |  |  |  |  |  |  |  |  |                                                            |  |  |  |
| |                                                                      |  |  |  |  |  |  |  |  |                                                            |  |  |  |
| |                                                                      |  |  |  |  |  |  |  |  |                                                            |  |  |  |
| | 14. Данијел Мари (1859—?) Онтарио, Канада                            |  |  |  |  |  |  |  |  |                                                            |  |  |  |
| |                                                                      |  |  |  |  |  |  |  |  |                                                            |  |  |  |
| |                                                                      |  |  |  |  |  |  |  |  |                                                            |  |  |  |
| |                                                                      |  |  |  |  |  |  |  |  |                                                            |  |  |  |
| | 7. Дела Мари (1902—1960) Орора, Илиноис                              |  |  |  |  |  |  |  |  |                                                            |  |  |  |
| |                                                                      |  |  |  |  |  |  |  |  |                                                            |  |  |  |
| |                                                                      |  |  |  |  |  |  |  |  |                                                            |  |  |  |
| |                                                                      |  |  |  |  |  |  |  |  |                                                            |  |  |  |
| | 15. Дилија Мартин (1861—?) Лејк Супиријор, Мичиген‍                   |  |  |  |  |  |  |  |  |                                                            |  |  |  |
| |                                                                      |  |  |  |  |  |  |  |  |                                                            |  |  |  |
| |                                                                      |  |  |  |  |  |  |  |  |                                                            |  |  |  |

## Галерија
| - Хилари Родам Клинтон на инаугуралном балу · (1993) - Хилари Клинтон игра Нинтендо игрицу на лету из Остина за Вашингтон · (6. април 1993) - Гувернер Хаваја Бен Кајетано дочекује Клинтонову која стиже на комеморацију поводом 50. годишњице светског рата · (ВВБ Хикам, 1. септембар 1995) - Прва дама Хилари Родам обраћа се стотинама америчких војника у ВВБ Сото Кано поводом санирања штете урагана „Мич” · (Хондурас, 19. новембар 1998) - Хилари Родам Клинтон „неслужбено” одевена · (7. април 1999) - Председничка кандидаткиња држи говор у конгресном центру поводом предстојећих избора на којима ће изгубити · (Џорџија, 30. јануар 2008) - Америчка секретарка Клинтонова за округлим столом у Амбасади САД у ратом уздрманом Кабулу · (Авганистан, 19. новембар 2009) - Клинтонова и еквадорски председник Рафаел Кореа ишчекују прес-конференцију · (Кито, 8. јун 2010) - Хилари Клинтон као секретарка у посети Бурми и познатој пагоди Шведагон · (2. децембар 2011) - Секретарка слеће у Пном Пен поводом регионалних конференција и билатералних састанака · (Камбоџа, 11. јул 2012) - Хилари Клинтон као освајачица награде Чатам хаус у посети тој установи · (11. октобар 2013) - Италијански дипломата и амбасадор УАЕ Ђорђо Стараче с Хилари Родам Клинтон · (29. децембар 2014) - Клинтонова започиње с кампањом за нове председничке изборе · (Ајова, 14. април 2015) - Форум Браун-ен-блек у Шезлоу аудиторијуму на Универзитету Дрејк, где је Клинтонова почетком изборне године држала говор · (Ајова, 11. јануар 2016) - Хилари Клинтон на ДНК, након што ју је представила ћерка Челси Викторија, прихвата номинацију за председницу САД · (Пенсилванија, 28. јул 2016) - Званични геј прајд лого Клинтонине кампање 2016; „Хилари за Америку” (енгл. Hillary for America) мото је њене кампање за изборе 2016. године |

| - Хилари и Џеферсон Бил Клинтон плешу на позорници (Бела кућа, јануар 1997) - Адвокатска фирма „Роуз” у Литл Року, где је Хилари Клинтон провела много времена радећи као адвокатица (Арканзас, 14. новембар 2008) - Секретарка Клинтонова церемонијално полаже заклетву поред потпредседника Бајдена те бившег председника Била, ћерке Челси и мајке Дороти (Стејт департмент, Вашингтон; 2. фебруар 2009) - Секретарка у посети Израелу поново пали вечну ватру и полаже венац у Меморијалном центру сећања (Јад Вашем) (Јерусалим, 3. март 2009) - Секретарка у посети Мумбајском конзулату током догађаја у Кристалној дворани луксузног хотела „Таџ палата” (Мумбај, Индија; 19. јул 2009) - Хилари Клинтон као државна секретарка поред америчког председника Барака Обаме и индијског министра спољних послова Соманахалија Кришне (Стејт департмент, Вашингтон; 3. јун 2010) - Хилари Клинтон с Мишел Обамом на додели награде — за охрабривање жена — у Стејт департменту (Вашингтон, 8. март 2012) - Секретарка Клинтонова поред саудијског министра одбране Салмана бин Абдулазиза (Стејт департмент, Вашингтон; 12. април 2012) |

| - Карикатура Хилари Клинтон · (Ранан Лури, 2000) - Лутка Хилари Клинтон која је представља као нацисту · (антиратне демонстрације у Вашингтону, 15. септембар 2000) - Пољски стрип објављен на -у пред посету државне секретарке Куковим Острвима, када је влада имала проблема с превозом — била су доступна само три ес-ју-вија, па су се возила позајмљивала од грађана · (17. август 2012) - Ружа имена Хилари прва дама (енгл. ) · [Louis Laperrière 1995 (France)] - Секретарка Клинтонова преноси ЛГБТ заједници поруку „Сутра ће бити боље” (у просторијама Стејт департмента у Вашингтону, 19. септембар 2010) |

### Цитирана библиографија
Allen, Jonathan; Parnes, Amie (2014). HRC: State Secrets and the Rebirth of Hillary Clinton. New York: Crown Publishers. стр. 440. ISBN 978-0-8041-3675-4.
Balz, Dan; Johnson, Haynes (2009). The Battle for America, 2008: The Story of an Extraordinary Election. New York: Viking Penguin. стр. 415. ISBN 978-0-670-02111-6.
Bernstein, Carl (2007). A Woman in Charge: The Life of Hillary Rodham Clinton. New York: Alfred A. Knopf. стр. 640. ISBN 978-0-375-40766-6.
Brock, David (1996). The Seduction of Hillary Rodham. New York: Free Press. стр. 452. ISBN 978-0-684-83451-1.
Brower, Kate A. (2015). The Residence: Inside the Private World of The White House. New York: HarperCollins. стр. 320. ISBN 978-0-06-230519-0.
Burns, Lisa M. (2008). First Ladies and the Fourth Estate: Press Framing of Presidential Wives. DeKalb, Illinois: Northern Illinois University Press. стр. 205. ISBN 978-0-87580-391-3.
Gerth, Jeff; Van Natta, Don Jr. (2007). Her Way: The Hopes and Ambitions of Hillary Rodham Clinton. New York: Little, Brown and Company. стр. 438. ISBN 978-0-316-01742-8.
Ghattas, Kim (2013). The Secretary: A Journey with Hillary Clinton from Beirut to the Heart of American Power. New York: Times Books. стр. 357. ISBN 978-0-8050-9511-1.
Heilemann, John; Halperin, Mark (2010). Game Change: Obama and the Clintons, McCain and Palin, and the Race of a Lifetime. New York: HarperCollins. стр. 448. ISBN 978-0-06-173363-5.
Hudson, Valerie M.; Leidl, Patricia (2015). The Hillary Doctrine: Sex & American Foreign Policy. New York: Columbia University Press. стр. 456. ISBN 978-0-231-16492-4.
Kornblut, Anne (2009). Notes from the Cracked Ceiling: Hillary Clinton, Sarah Palin, and What It Will Take for a Woman to Win. New York: Crown Books. стр. 280. ISBN 978-0-307-46425-5.
Maraniss, David (1995). First in His Class: A Biography of Bill Clinton. New York: Simon & Schuster. стр. 512. ISBN 978-0-671-87109-3.
Morris, Roger (1996). Partners in Power: The Clintons and Their America. New York: Henry Holt and Company. стр. 526. ISBN 978-0-8050-2804-1.
Olson, Barbara (1999). Hell to Pay: The Unfolding Story of Hillary Rodham Clinton. Washington: Regnery Publishing. стр. 360. ISBN 978-0-89526-197-7.
Rodham Clinton, Hillary (2003). Living History. New York: Simon & Schuster. стр. 464. ISBN 978-0-7432-2224-2.
Troy, Gil (2006). Hillary Rodham Clinton: Polarizing First Lady. Lawrence, Kansas: University Press of Kansas. стр. 263. ISBN 978-0-7006-1488-2.